# Immanuel Kant
Immanuel Kant (Königsberg, 22 de abril de 1724-ibídem, 12 de febrero de 1804) fue un filósofo prusiano de la Ilustración. Fue el primero y más importante representante del criticismo y precursor del idealismo alemán. Es uno de los pensadores más influyentes de la Europa moderna y de la filosofía universal. Además es uno de los últimos pensadores de la modernidad, anterior a la filosofía contemporánea, cuyo origen suele situarse en 1831 tras la muerte de Hegel.
Kant distingue tres cuestiones filosóficas a las que dedica sus obras capitales: «¿Qué puedo conocer?» en la Crítica de la razón pura, calificada generalmente como un punto de inflexión en la historia de la filosofía, en la que investiga la estructura misma de la razón; «¿Qué debo hacer?» con la Crítica de la razón práctica (centrada en la ética) y La metafísica de las costumbres (con una parte acerca de la doctrina de la virtud y la otra centrada en la doctrina del derecho); y «¿Qué puedo esperar?» en la Crítica del juicio (donde investiga acerca de la estética y la teleología). Estas tres preguntas pueden resumirse en una: «¿Qué es el hombre?» Asimismo, Kant propuso que la metafísica tradicional se puede reinterpretar a través de la epistemología, ya que podemos encarar problemas metafísicos cuando entendemos y relacionamos la fuente con los límites del conocimiento.
Kant adelantó importantes trabajos en los campos de la ciencia, el derecho, la epistemología, la moral, la religión, la política y la historia, habiendo logrado, inclusive, una síntesis entre el empirismo y el racionalismo. Aceptando que si bien todo nuestro conocimiento empieza con la experiencia, no todo procede de ella, dando a entender que la razón juega un papel importante. Kant argumentaba que la experiencia, los valores y el significado mismo de la vida serían completamente subjetivos si no hubiesen sido subsumidos por la razón pura, y que usar la razón sin aplicarla a la experiencia, nos llevaría inevitablemente a ilusiones teóricas.
En su doctrina del idealismo trascendental, Kant argumentó que el espacio y el tiempo son meras "formas de intuición" que estructuran toda experiencia y, por lo tanto, si bien las "cosas en sí mismas" («noúmeno») existen y contribuyen a la experiencia, no obstante son distintas de los objetos de la experiencia («fenómeno»). Kant trazó un paralelo con la revolución copernicana («giro copernicano») en su propuesta de que los objetos de los sentidos deben ajustarse a nuestras formas espaciales y temporales de la intuición y que, en consecuencia, podemos tener un conocimiento a priori de los objetos de los sentidos. Kant sostiene que la razón pura forma ideas que no pueden probar su realidad, pero tienen usos prácticos.
Con respecto a la moral, la ética kantiana afirma que un sujeto racional se autoimpone una ley moral a priori que debe cumplir y que se deriva de la buena voluntad, a la que llamó «imperativo categórico». Su política sigue su línea ética con una teoría republicana de carácter liberal en la que el deber del Estado es garantizar las libertades de sus súbditos. Con esto, Kant teorizó que la paz podía asegurarse mediante repúblicas constitucionales y la cooperación internacional a través del desarrollo del comercio, siendo, quizás, la etapa culminante de la historia mundial. Kant también criticó los argumentos de la existencia de Dios pero reivindicó los valores morales religiosos, reduciendo la religiosidad a la racionalidad y el cristianismo a la ética. Las ideas religiosas de Kant siguen siendo objeto de disputa, oscilando entre deísmo y teísmo.
El pensamiento kantiano fue muy influyente en la Alemania de su tiempo, puesto que proyectó la filosofía más allá del debate entre el empirismo y el racionalismo. Fichte, Schelling, Hegel y Schopenhauer se vieron a sí mismos expandiendo y complementando el sistema kantiano, de modo que con él justificaban el idealismo alemán. Hoy en día, Kant continúa teniendo una gran influencia en la filosofía analítica y continental.
En el ámbito científico, Kant desarrolló pensamientos físicos, geológicos y astronómicos. Formuló correctamente la hipótesis de que el sistema solar se formó de una gran nebulosa.

## Biografía
Immanuel Kant fue bautizado como Emanuel pero cambió su nombre a Immanuel tras aprender hebreo. Nació en 1724 en Königsberg (antiguamente Prusia, desde 1946 Kaliningrado, Rusia). Era el cuarto de nueve hermanos, de los cuales solo cinco alcanzaron la adolescencia. Pasó toda su vida dentro o en los alrededores de su ciudad natal, la capital de la Prusia Oriental en esa época, sin viajar jamás más allá de 150 km de Königsberg. Su padre, Johann Georg Kant (1682-1746), era un artesano alemán de Memel, en aquel tiempo la ciudad más al noreste de Prusia (ahora Klaipėda, Lituania). Su madre era Anna Regina Reuter (1697-1737), nacida en Núremberg, hija de un fabricante alemán de sillas de montar.
En su juventud, Kant fue un estudiante constante, aunque no espectacular. Creció en un hogar pietista que ponía énfasis en una intensa devoción religiosa, la humildad personal y una interpretación literal de la Biblia. Por consiguiente, Kant recibió una educación severa que favorecía la enseñanza del latín y la religión por encima de las matemáticas y las ciencias.

### Juventud

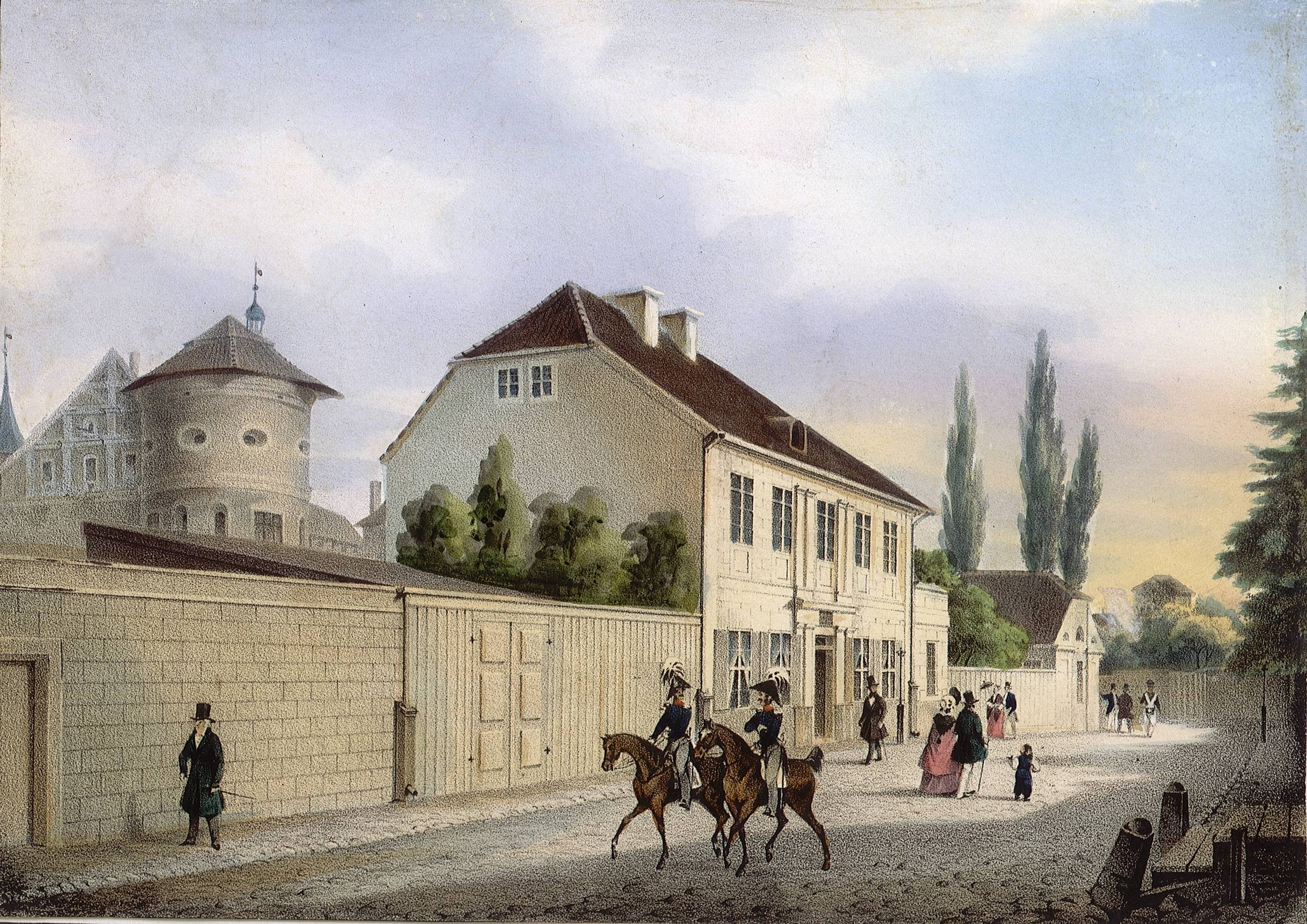
La residencia del filósofo Immanuel Kant en Königsberg, 1842.

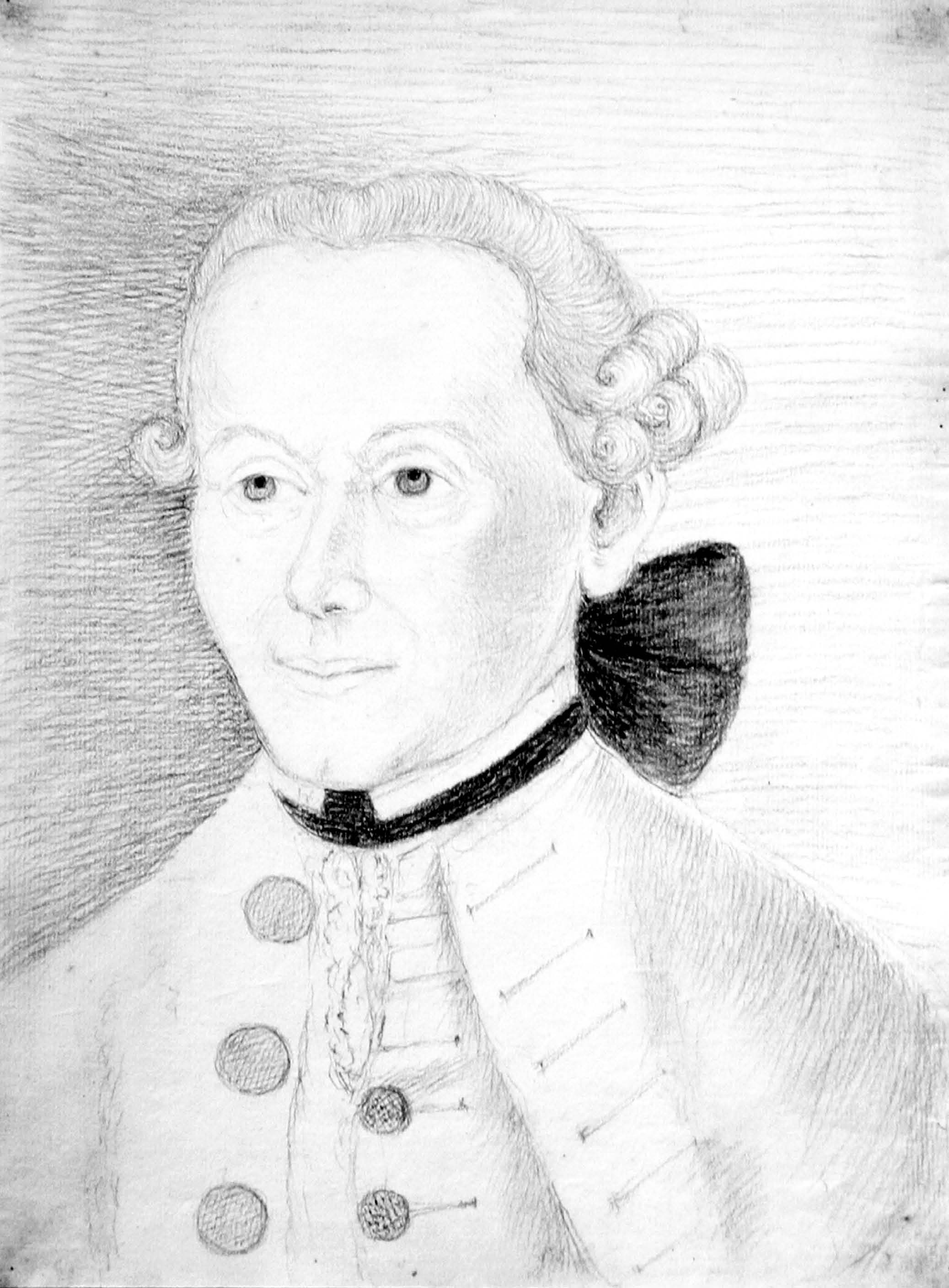
Retrato de Kant por la condesa Caroline Charlotte Amalie von Keyserlingk (c. 1755).

Desde el principio de sus estudios, Kant mostró gran aplicación en sus investigaciones. Primero fue enviado al Collegium Fridericianum y después se matriculó en la Universidad de Königsberg en 1740, a la edad de 16 años. Estudió la filosofía de Leibniz y Wolff con el profesor Martin Knutzen, un racionalista que también estaba familiarizado con los desarrollos de la filosofía y la ciencia británica y que introdujo a Kant en la nueva física matemática de Newton. También previno al joven alumno respecto del idealismo, visto negativamente por toda la filosofía del siglo XVIII, e, incluso después de la creación de la teoría del idealismo trascendental, Kant refutó el idealismo en la segunda edición de su obra principal: la Crítica de la razón pura.
El infarto de su padre y su posterior muerte en 1746 interrumpieron sus estudios. Kant se convirtió en un profesor particular en los pequeños pueblos alrededor de Königsberg, pero continuó su investigación académica. En 1749 publicó su primera obra filosófica, Gedanken von der wahren Schätzung der lebendigen Kräfte (Meditaciones sobre la verdadera estimación de las fuerzas vivas). Kant publicó muchas más obras sobre temas científicos y llegó a ser profesor universitario en 1755. El tema de sus lecciones era la metafísica, la cual enseñó durante casi cuarenta años, incluso después de su ruptura con esta. El manual para el curso estaba escrito por Alexander Gottlieb Baumgarten, autor del término «estética» en su sentido moderno.
En Allgemeine Naturgeschichte und Theorie des Himmels (Historia general de la naturaleza y teoría del cielo, 1755), Kant diseñó la hipótesis de la nebulosa protosolar, en donde dedujo correctamente que el sistema solar se formó de una gran nube de gas, una nebulosa. De este modo intentaba explicar el orden del sistema solar, anteriormente visto por Newton como impuesto por Dios desde el comienzo. Kant en su libro también dedujo correctamente que la Vía Láctea era un gran disco de estrellas, formada asimismo a partir de una nube giratoria. Además, sugirió la posibilidad de que otras nebulosas podían ser igualmente grandes discos de estrellas distantes, similares a la Vía Láctea, lo que dio origen a la denominación de Universos Isla para las galaxias, término en uso hasta bien entrado el siglo XX.
Desde este momento, Kant se concentró en temas cada vez más filosóficos, aunque continuaría escribiendo sobre las ciencias a lo largo de su vida. En los inicios de los años 1760, Kant concibió una serie de importantes obras de filosofía: Die falsche Spitzfindigkeit der vier syllogistischen Figuren (La falsa sutileza de las cuatro figuras del silogismo), una obra sobre lógica, publicada en 1762. Aparecieron dos libros más al año siguiente: Versuch, den Begriff der negativen Größen in der Weltweisheit einzuführen (Ensayo para introducir el concepto de magnitudes negativas en la filosofía) y Der einzig mögliche Beweisgrund zu einer Demonstration des Daseins Gottes (El único fundamento posible de una demostración de la existencia de Dios).
En 1764, Kant escribió Beobachtungen über das Gefühl des Schönen und Erhabenen (Observaciones sobre el sentimiento de lo bello y lo sublime) y quedó segundo tras Moses Mendelssohn en un concurso de la Academia de Berlín con su Untersuchung über die Deutlichkeit der Grundsätze der natürlichen Theologie und Moral (Sobre la nitidez de los principios de la teología natural y de la moral). En 1770, a la edad de cuarenta y cinco años, Kant fue nombrado finalmente profesor de Lógica y Metafísica en la Universidad de Königsberg. Kant escribió su disertación inaugural (De mundi sensibilis atque intelligibilis forma et principiis) en defensa de este nombramiento. Esta obra vio la aparición de muchos temas centrales de su obra madura, incluyendo la distinción entre las facultades del pensamiento intelectual y la receptividad sensible. Ignorar esta distinción significaría cometer el error de la subrepción y, como dice en el último capítulo de la disertación, la metafísica tan solo progresará evitando dicho error.

### Silencio y crítica

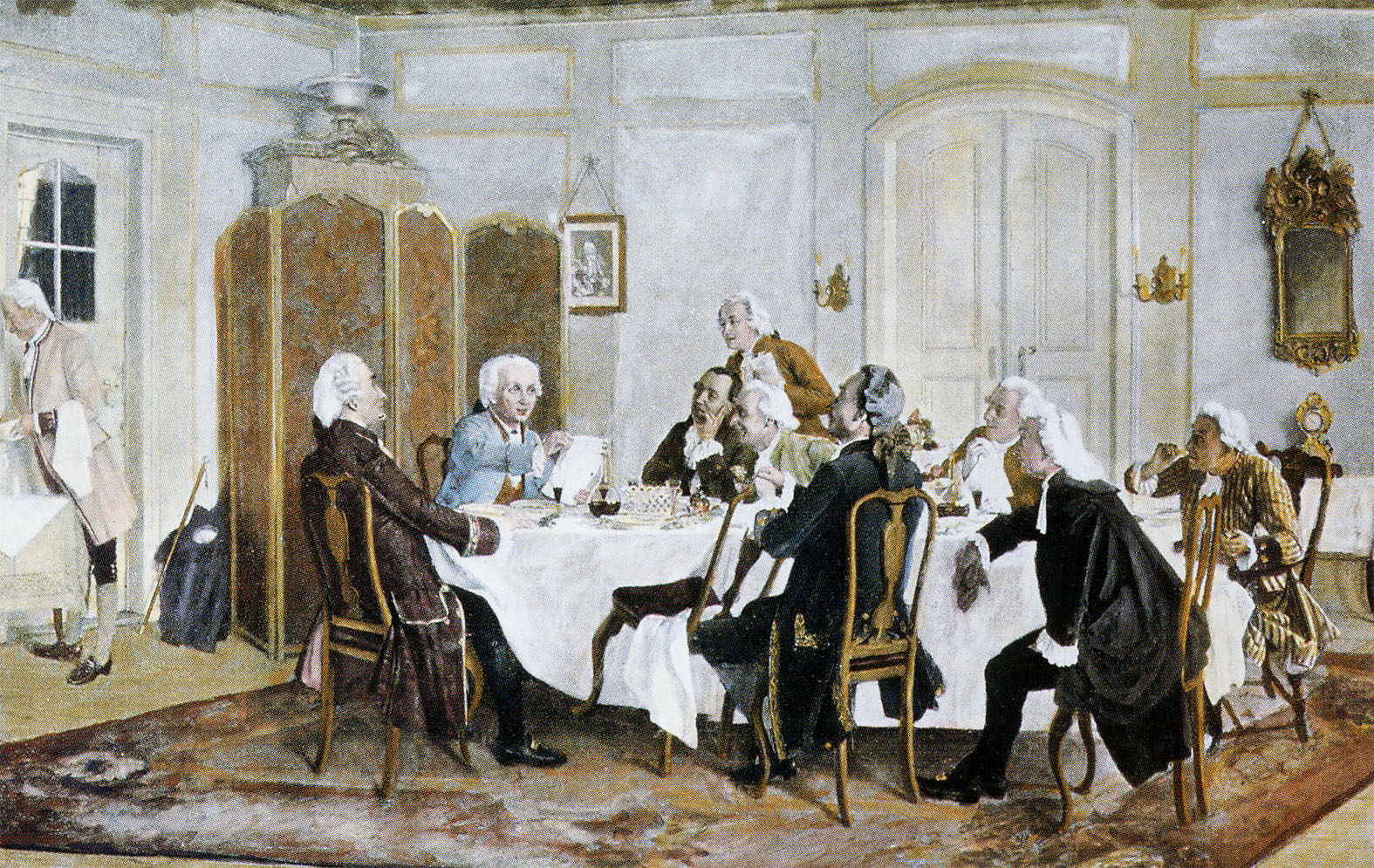
El cuadro Kant y sus compañeros de mesa de Emil Doerstling (1892). Kant le gustaba realizar comidas con notables ciudadanos de Königsberg. De izquierda a derecha: Martin Lampe (criado), Johann Konrad Jacobi, Immanuel Kant, Robert Motherby, Christian Jacob Kraus, Johann Georg Hamann, Theodor Gottlieb von Hippel el Viejo, Johann Georg Scheffner, Ludwig Ernst von Borowski y Karl Gottfried Hagen.

A la edad de cuarenta y seis años, Kant era un conocido erudito y un filósofo cada vez más influyente. Se esperaba mucho de él. Como respuesta a una carta de su alumno Markus Herz, Kant llegó a reconocer que en la Disertación inaugural no había logrado dar cuenta de la relación y conexión entre nuestras facultades intelectuales y sensibles. También reconoció que David Hume lo despertó del «sueño dogmático» (alrededor de 1770). Kant no publicó ningún trabajo de filosofía en los once años siguientes. En la "Introducción" a su Crítica de la razón pura da cuenta, con su metáfora de la paloma, de que lo más importante era fundamentar sólidamente una nueva filosofía limitando la imaginación de sus alcances al genuino alcance de la razón:

Nuestra tendencia a extender el conocimiento no reconoce límite ninguno. La ligera paloma, que siente la resistencia del aire que surca al volar libremente, podría imaginarse que volaría mucho mejor aún en un espacio vacío. De esta misma forma abandonó Platón el mundo de los sentidos, por imponer limites tan estrechos al entendimiento. Platón se atrevió a ir más allá de ellos, volando en el espacio vacío de la razón pura por medio de las alas de las ideas. No se dio cuenta de que, con todos sus esfuerzos, no avanzaba nada, ya que no tenía punto de apoyo, por así decirlo, no tenía base donde sostenerse y donde aplicar sus fuerzas para hacer mover el entendimiento. Pero suele ocurrirle a la razón humana que termina cuanto antes su edificio en la especulación y no examina hasta después si los cimientos tienen el asentamiento adecuado

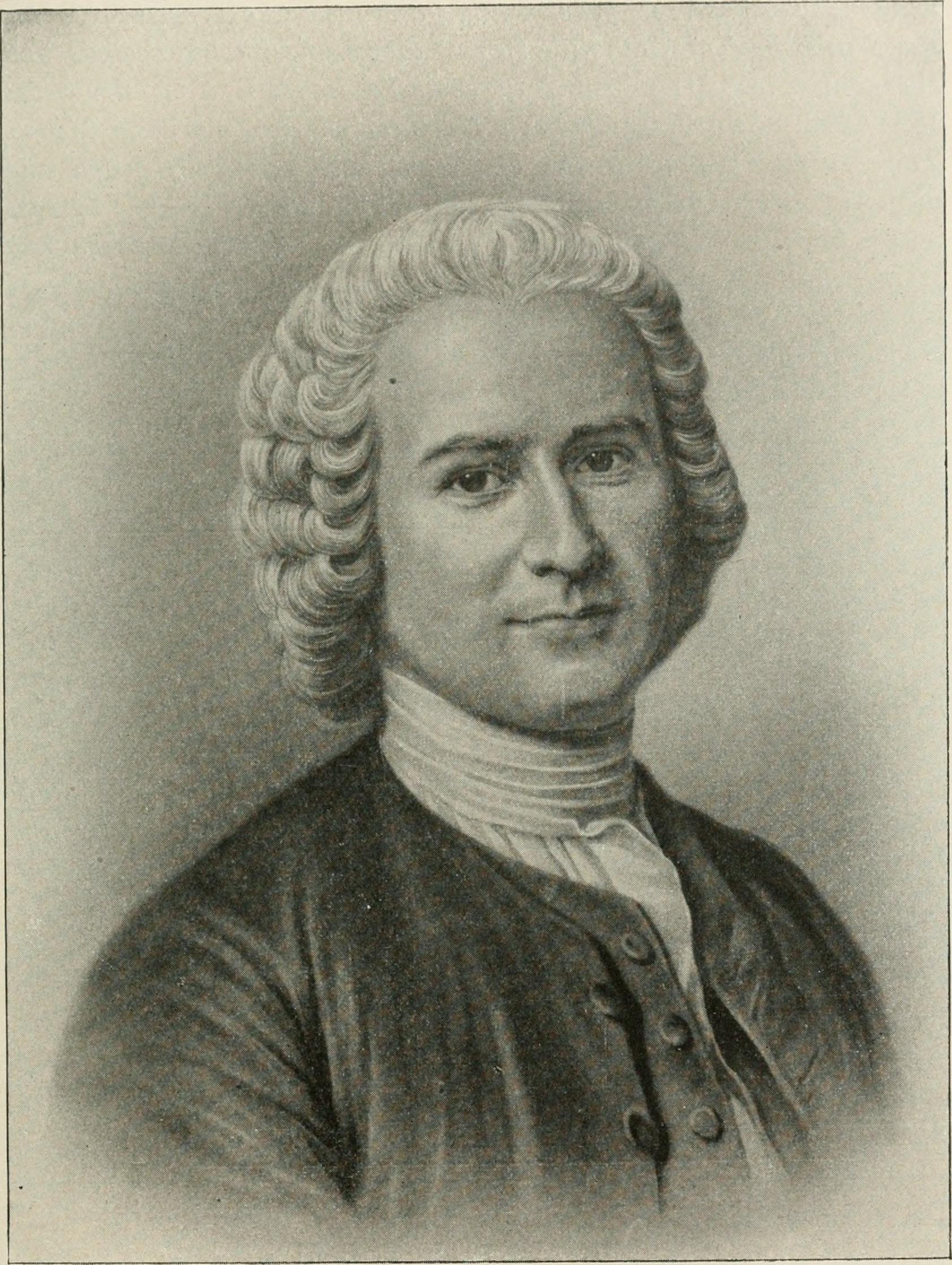
Grabado del filósofo ilustrado ginebrino Jean-Jacques Rousseau (1712-1778). La casa de Kant era muy modesta y el único cuadro que había era un retrato de Rousseau en su escritorio.

Kant dedicó su década silenciosa a trabajar en una solución para los problemas planteados. Aunque amante de la compañía y la conversación, Kant se aisló, pese a los intentos de sus amigos de sacarlo de su aislamiento. En 1778, en respuesta a una de esas peticiones de un antiguo alumno, Kant escribió:

Cualquier cambio me hace aprensivo, aunque ofrezca la mejor promesa de mejorar mi estado, y estoy convencido, por este instinto natural mío, de que debo llevar cuidado si deseo que los hilos que las Parcas tejen tan finos y débiles en mi caso sean tejidos con cierta longitud. Mi sincero agradecimiento a mis admiradores y amigos, que piensan tan bondadosamente de mí hasta comprometerse con mi bienestar, pero, al mismo tiempo, pido, del modo más humilde, protección en mi actual estado frente a cualquier alteración.

Cuando Kant salió de su silencio en 1781, el resultado fue la Crítica de la razón pura (Kritik der reinen Vernunft). Aunque hoy sea reconocida unánimemente como una de las más importantes obras en la historia de la filosofía, fue ignorada en el momento de su publicación inicial. El libro era largo, más de 800 páginas en la edición original en alemán, y escrito en un estilo seco y académico. Fue objeto de pocas reseñas, las cuales, además, no concedían importancia a la obra. Su densidad hacía de ella un «hueso duro de roer», oscurecida por «...toda esta pesada telaraña», según la describió Johann Gottfried Herder en una carta a Johann Georg Hamann.
Esto contrasta intensamente con el elogio que Kant había recibido por obras anteriores, como la citada memoria de 1764 y otros opúsculos que precedieron a la primera Crítica. Estos tratados bien recibidos y legibles incluyen uno sobre el terremoto de Lisboa, que fue tan popular que se vendía por páginas. Antes de su giro hacia la crítica, sus libros se vendían bien, y para cuando publicó Observaciones sobre el sentimiento de lo bello y lo sublime en 1764, se había convertido en un autor popular de cierto renombre. Kant se decepcionó con la recepción de la primera Crítica. Reconociendo la necesidad de clarificar el tratado original, Kant escribió los Prolegómenos a toda metafísica futura (Prolegomena zu einer jeden künftigen Metaphysik, die als Wissenschaft wird auftreten können) en 1783, como un resumen de sus principales puntos de vista. También animó a su amigo Johann Schultz a publicar un breve comentario sobre la Crítica de la razón pura.
La reputación de Kant aumentó gradualmente durante la década de 1780, gracias a una serie de obras importantes: el ensayo Respuesta a la pregunta: ¿Qué es Ilustración? (Beantwortung der Frage: Was ist Aufklärung?) de 1784; la Fundamentación de la metafísica de las costumbres (Grundlegung zur Metaphysik der Sitten), de 1785 (su primera obra sobre filosofía moral), y Principios metafísicos de la ciencia natural (Metaphysische Anfangsgründe der Naturwissenschaft), de 1786. Pero el reconocimiento final de Kant llegó desde una fuente inesperada. En 1786, Karl Leonhard Reinhold comenzó a publicar una serie de cartas públicas sobre la filosofía kantiana. En estas cartas, Reinhold enmarcaba la filosofía de Kant como una respuesta a la principal controversia intelectual de la época: la disputa sobre el panteísmo. Friedrich Heinrich Jacobi había acusado al recientemente fallecido Gotthold Ephraim Lessing (distinguido dramaturgo y ensayista filosófico) de spinozismo. Esa acusación, equivalente a la de ateísmo, fue desmentida rotundamente por Moses Mendelssohn, amigo de Lessing, y surgió una amarga disputa pública entre ellos. La controversia escaló gradualmente hasta convertirse en un debate general sobre los valores de la Ilustración y de la razón en sí misma. Reinhold mantenía en sus cartas que la Crítica de la razón pura de Kant podía resolver esta disputa defendiendo la autoridad y los límites de la razón. Las cartas de Reinhold fueron ampliamente leídas e hicieron a Kant el filósofo más famoso de su época.

### Últimas obras de Kant

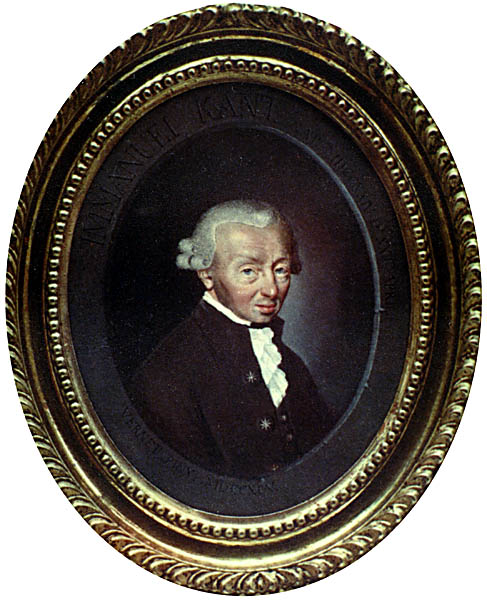
Retrato de Kant por Carle Vernet (1795).

Kant publicó una segunda edición de la Crítica de la razón pura en 1787, revisando en profundidad las primeras partes del libro. La mayoría de sus posteriores obras se centraron en otras áreas de la filosofía. Continuó desarrollando su filosofía moral, especialmente en la Crítica de la razón práctica (Kritik der praktischen Vernunft, conocida como la segunda Crítica) de 1788 y la Metafísica de las costumbres (Metaphysik der Sitten) de 1797. La Crítica del juicio (Kritik der Urteilskraft, la tercera Crítica) de 1790 aplicaba el sistema kantiano a la estética y la teleología. También escribió varios ensayos algo populares sobre historia, religión, política y otros temas. Estas obras fueron bien recibidas por los contemporáneos de Kant y confirmaron su posición preeminente en la filosofía del siglo XVIII. Había varias revistas dedicadas únicamente a defender y criticar la filosofía kantiana. Pero, a pesar de su éxito, las tendencias filosóficas se movían en otra dirección. Muchos de los discípulos más importantes de Kant (incluyendo a Reinhold, Beck y Fichte) transformaron la posición kantiana en formas de idealismo cada vez más radicales. Esto marcó la aparición del Idealismo alemán. Kant se opuso a estos desarrollos y denunció públicamente a Fichte en una carta abierta en 1799. Fue uno de sus últimos actos filosóficos.

### Muerte

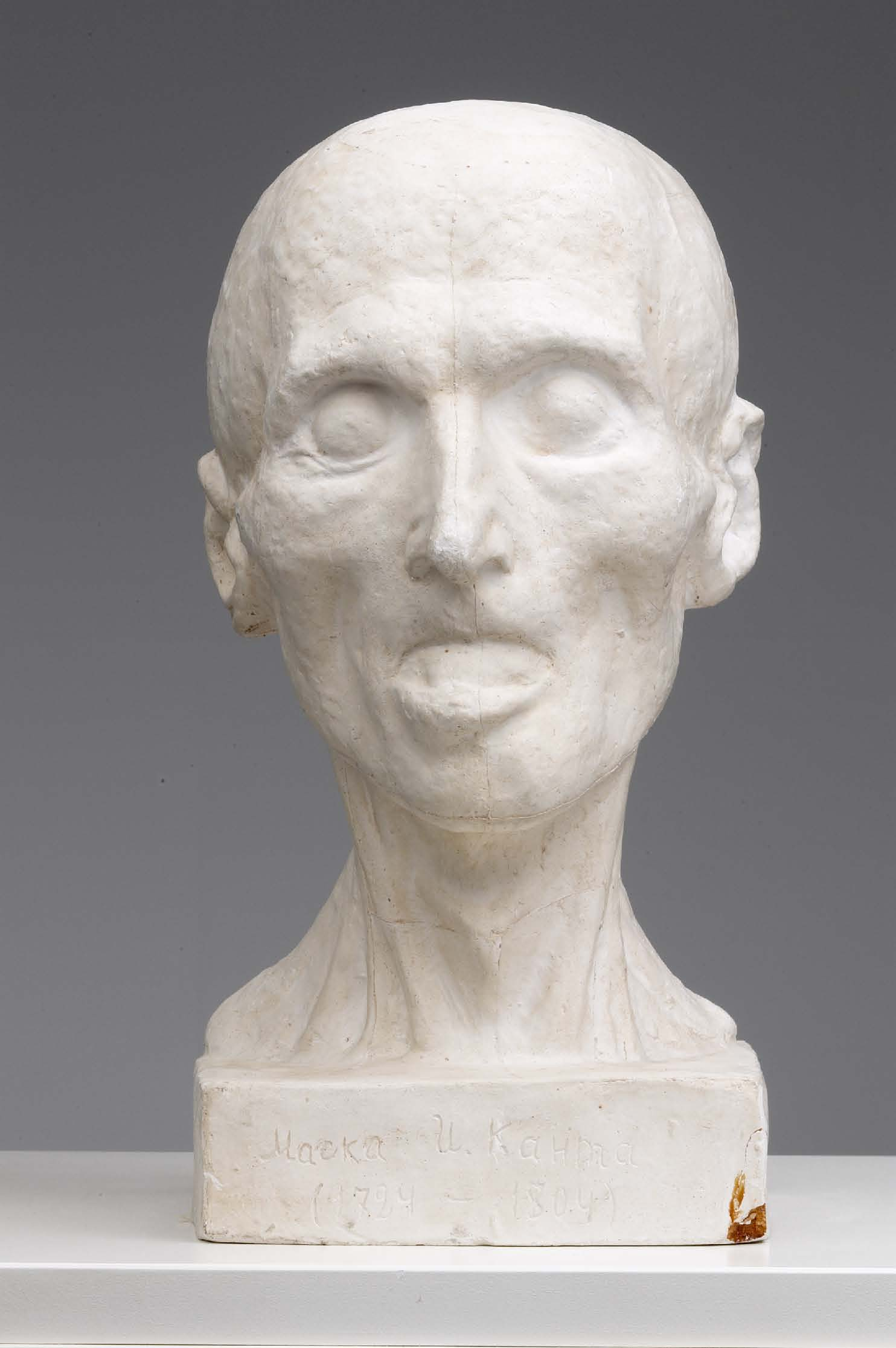
Máscara mortuoria de Kant.

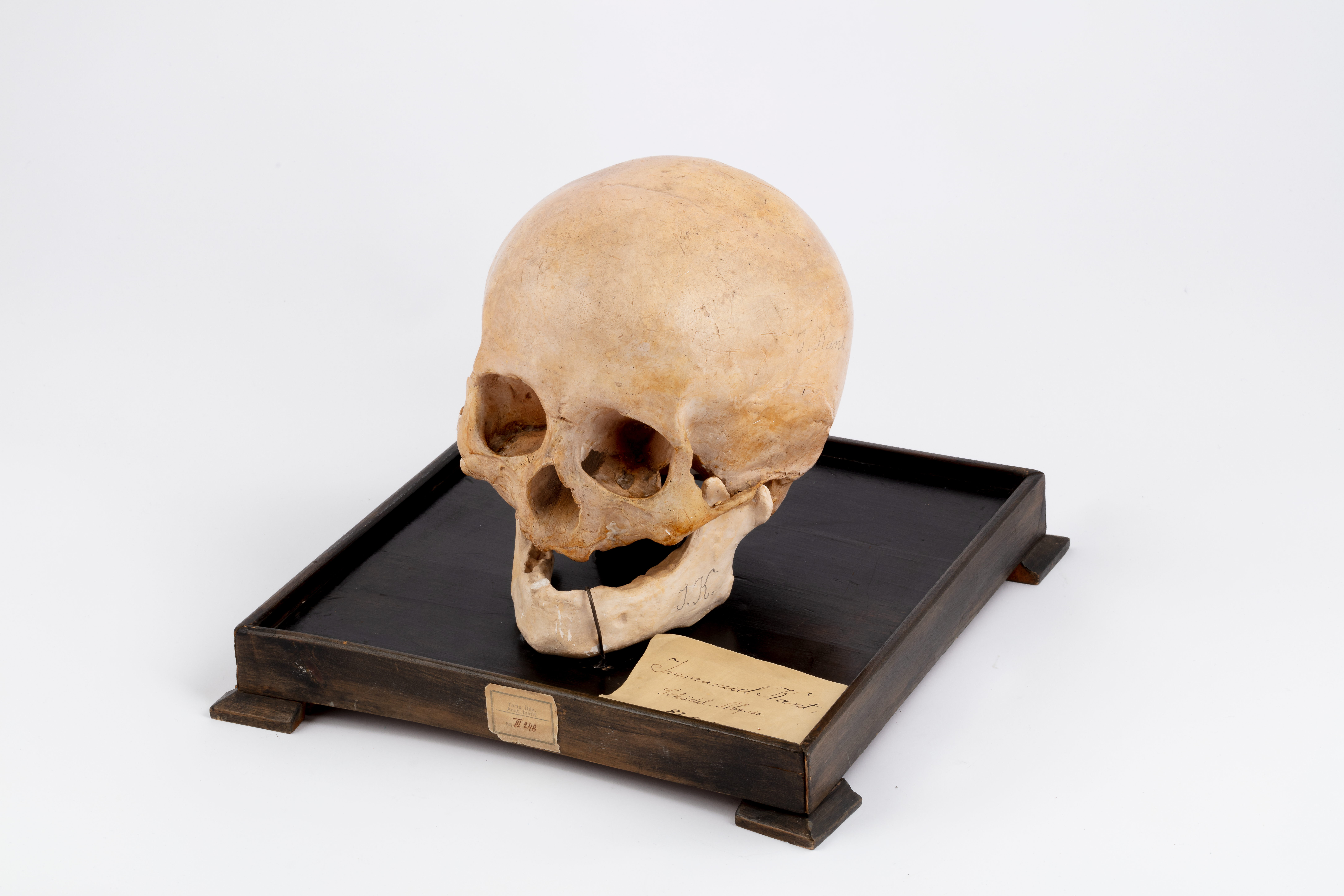
Réplica del cráneo de Kant en la Universidad de Tartu. En 1880 se abrió la tumba de Kant y se preparó una moldura de cráneo del filósofo. Dos copias de ellas han sobrevivido.

Su salud había venido empeorando desde hacía mucho tiempo. Tuvo arteriosclerosis cerebral y en el invierno de 1803 tenía dolores estomacales, pérdida de memoria y sueño.
Murió a las once de la noche del domingo 12 de febrero de 1804 en Königsberg, murmurando la palabra «Genug» («suficiente», «basta») antes de expirar. Su inacabada obra final, el fragmentario Opus postumum, fue (como su título sugiere) publicada póstumamente. Su entierro fue un acontecimiento al que asistieron multitud de personas de todas las clases sociales.

Algunos años después de su fallecimiento, en 1827, la Iglesia católica incluyó su Crítica de la razón pura en el Índice de Libros Prohibidos, continuando así en las sucesivas ediciones del Index. 

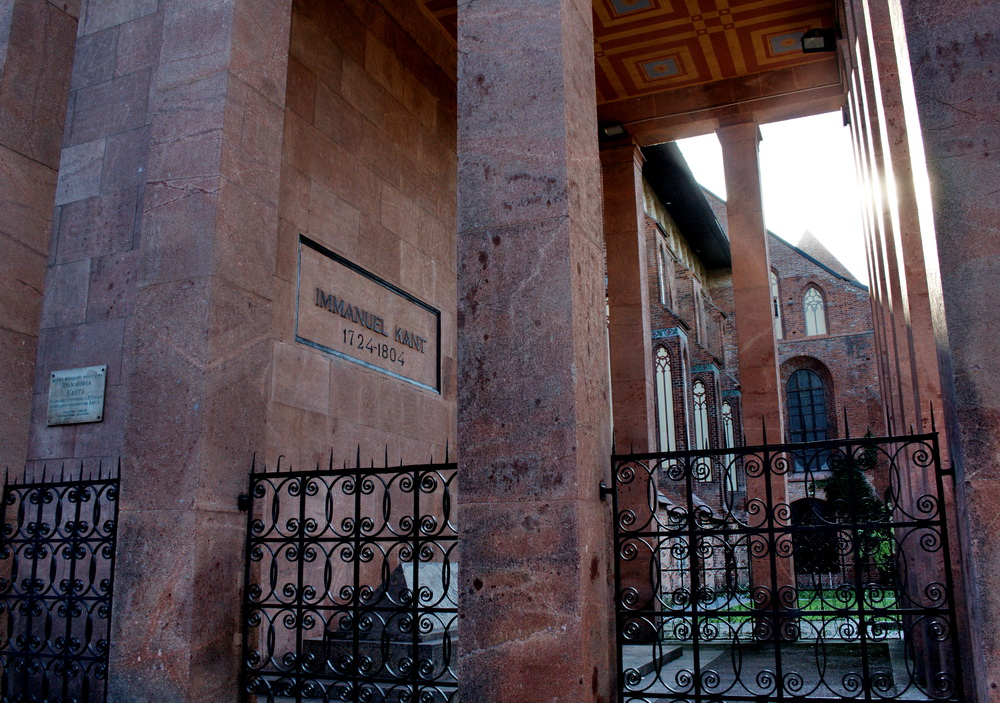
Tumba de Kant en el cenotafio de la actual Kaliningrado.

De 1879 a 1881 se recolectó dinero para construir una capilla a modo de monumento. La tumba de Kant se encuentra fuera de la Catedral de Königsberg —actual Kaliningrado— en el río Pregolya y es uno de los pocos monumentos alemanes conservados por los soviéticos después de que conquistaran y anexionaran la ciudad en 1945. La tumba original de Kant fue demolida por las bombas rusas a comienzos de aquel año. Una réplica de una estatua de Kant, ubicada en frente de la Universidad, fue donada por una entidad alemana en 1991. Los recién casados llevan flores a la capilla, como hacían antes para el monumento de Lenin.
Cerca de la tumba se halla una placa con la siguiente inscripción en alemán y ruso, tomada de la «Conclusión» de Crítica de la razón práctica: «Dos cosas me llenan la mente con un siempre renovado y acrecentado asombro y admiración por mucho que continuamente reflexione sobre ellas: el firmamento estrellado sobre mí y la ley moral dentro de mí».

### Mitos y reconocimiento

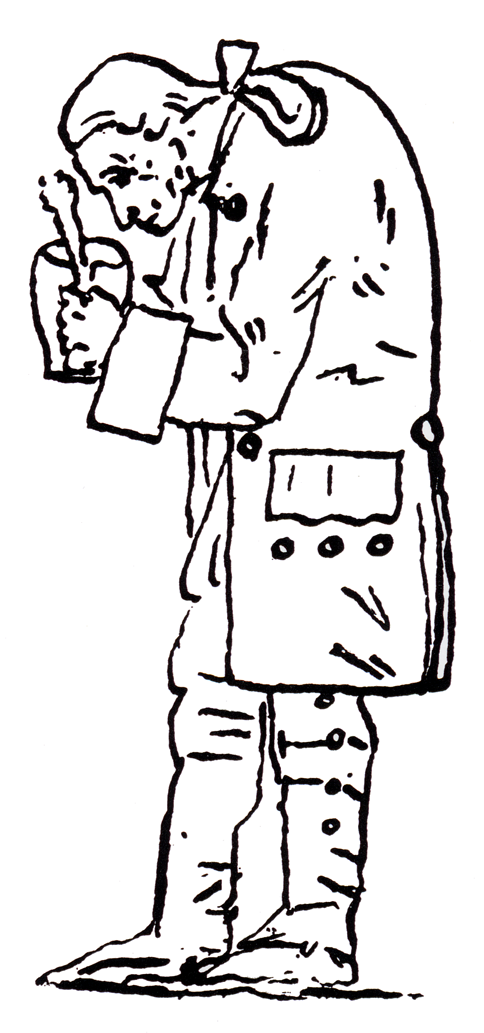
Caricatura de Kant de Friedrich Hagermann, 1801.

Han surgido una variedad de creencias populares con respecto a la vida de Kant. A menudo se sostiene, por ejemplo, que Kant maduró tardíamente, que solo se convirtió en un filósofo importante a sus cincuenta y tantos años, después de rechazar sus anteriores puntos de vista. Aunque es cierto que Kant escribió sus mejores obras relativamente tarde en su vida, existe una clara tendencia a infravalorar sus obras anteriores. Los estudios recientes sobre Kant han dedicado más atención a estos escritos «precríticos» y se ha reconocido una cierta continuidad con sus obras maduras.
Muchos de los mitos comunes acerca de las peculiaridades personales de Kant se enumeran, explican y refutan en la introducción del traductor inglés Goldthwait de las Observaciones sobre el sentimiento de lo bello y lo sublime. Se sostiene que Kant vivió una vida muy estricta y previsible, lo que lleva a la historia, a menudo repetida, de que sus vecinos ponían los relojes en hora cuando daba sus paseos diarios. De nuevo, esto es cierto solo en parte. Mientras era joven, Kant fue una persona muy sociable y un apasionado de los convites durante la mayor parte de su vida. Era delicado, de baja estatura, apenas salió de su ciudad natal y nunca se casó. Entre sus aficiones, le gustaba jugar al billar y las bebidas alcohólicas, como el vino. Solo en una época más avanzada de su vida, la influencia de su amigo, el comerciante inglés Joseph Green, hizo que Kant adoptara un estilo de vida más regular.
Hans Vaihinger fundó en 1905 la Sociedad Kantiana en Halle, que fue desmantelada por los nazis pero reabierta en 1945. Hoy en día existen varias sociedades kantianas en distintos países del mundo, como los Estados Unidos.
Immanuel Kant influenció a muchos filósofos, entre ellos: Fichte, Schelling, Hegel, Schopenhauer, Nietzsche, Heidegger, Foucault, Jean-François Lyotard y Jacques Derrida.

## Pensamiento científico

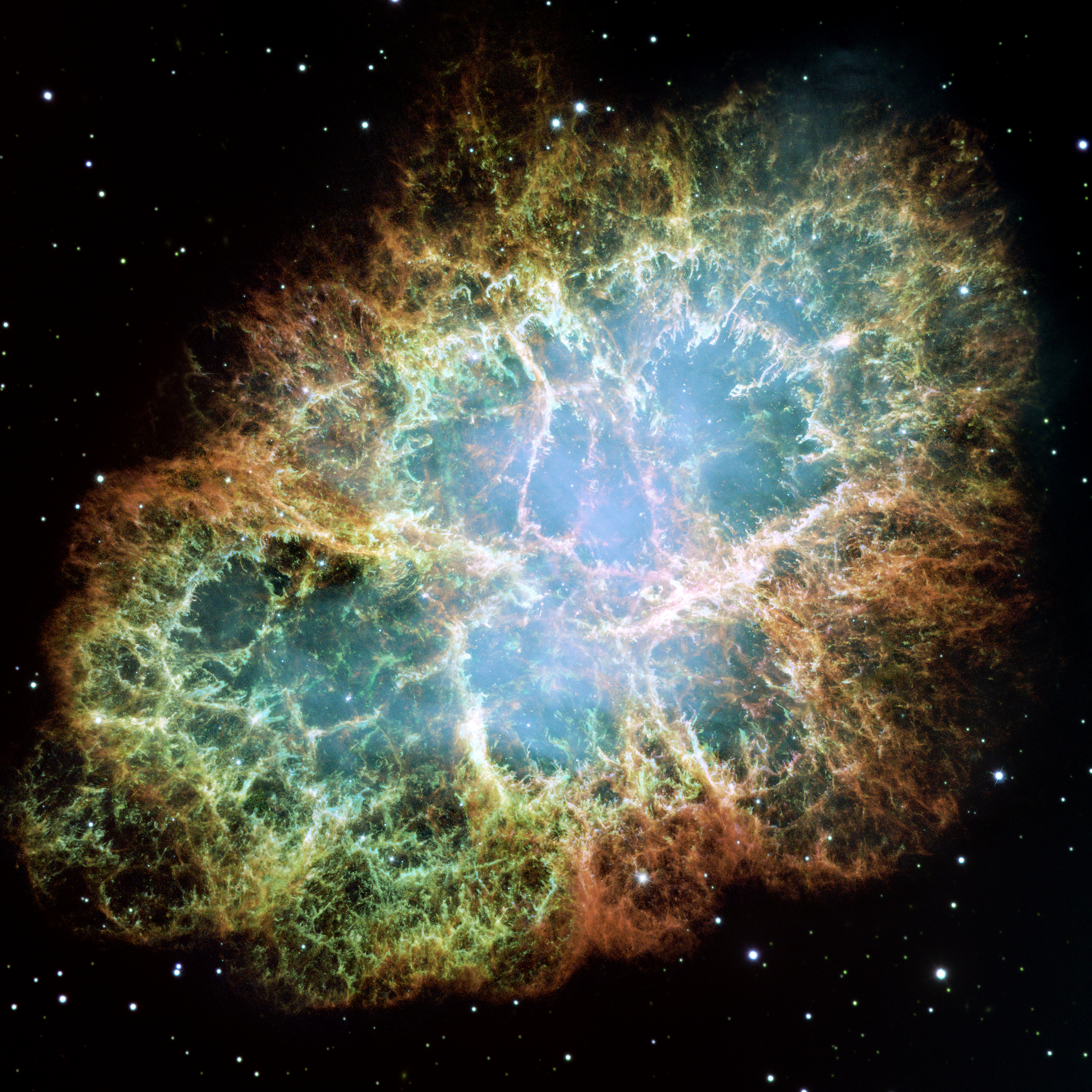
Kant hipotetizó la formación del sistema solar a través de una nebulosa.

Kant desarrolló como científico en Historia general de la naturaleza y teoría del cielo (Allgemeine Naturgeschichte und Theorie des Himmels) sus ideas sobre la evolución del sistema solar a partir de una nebulosa gaseosa (que anticipa la hipótesis nebular de Pierre-Simon Laplace), el retraso de la rotación de la Tierra por las mareas, el concepto de un Universo compuesto de galaxias, desempeñando así un papel importante en la configuración de la visión de la Naturaleza como desarrollándose de acuerdo con sus propios procesos. El naturalista y filósofo alemán Ernst Haeckel resume:
El primer intento de explicar la constitución y el origen mecánico del mundo de una manera simple por 'leyes newtonianas', es decir, por leyes matemáticas y físicas, fue hecho por Immanuel Kant en la famosa obra de su juventud (1755), Historia general de la Tierra y Teoría de los cielos. Desafortunadamente, este trabajo distinguido y audaz permaneció casi desconocido durante noventa años; sólo fue desenterrado en 1845 por Alexander Humboldt en el primer volumen de su Cosmos.
El físico irlandés John Tyndall afirmó que Kant extrajo esta idea de la noción del poeta romano Lucrecio en De rerum natura donde los átomos caen a través del espacio.

## Pensamiento filosófico

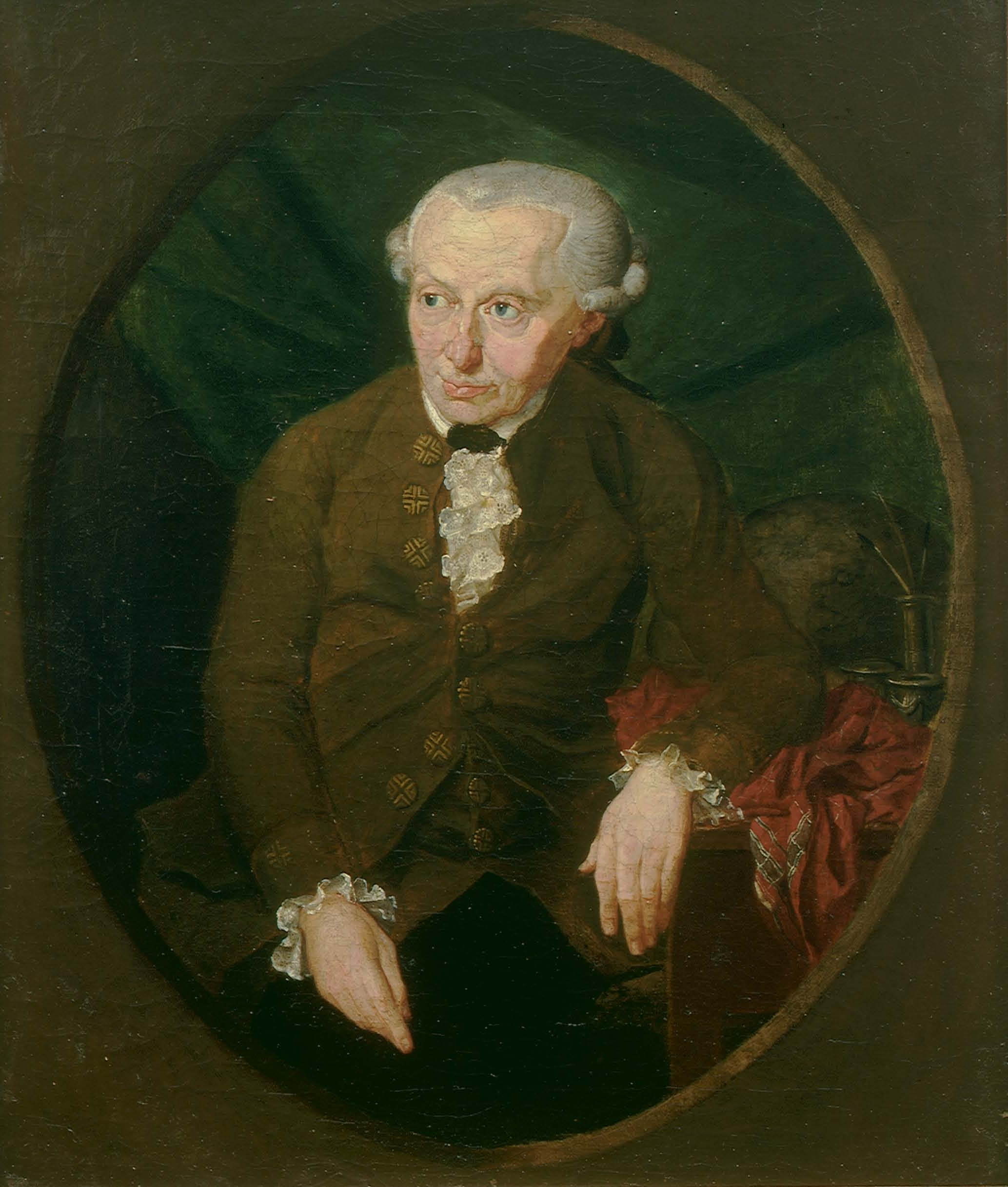
Retrato de Kant por Gottlieb Doebler (1791).

Todo aquel que se ocupe de filosofía moderna no puede dejar de lado a Kant; tal vez haya que decir lo mismo de todo aquel que se ocupe de filosofía. Su obra es típicamente alemana, muy elaborada y un tanto nebulosa. Encerrado en su gabinete, donde pasó su larga vida de casi ochenta años, cuidaba poco el filósofo del mundo banal, aun cuando lo frecuentaba con placer. Vivió durante la época de la Ilustración, la cual describió de la siguiente forma:

La Ilustración significa el abandono del hombre de una infancia mental de la que él mismo es culpable. Infancia es la incapacidad de usar la propia razón sin la guía de otra persona. Esta puericia es culpable cuando su causa no es la falta de inteligencia, sino la falta de decisión o de valor para pensar sin ayuda ajena. Sapere aude «¡Atrévete a saber!» He aquí la divisa de la Ilustración.
Kant. ¿Qué es la Ilustración?

Encasillado en su subjetividad, a la manera de Descartes, da a sus teorías una dirección muy distinta a la del filósofo francés. Descartes se adentra en su yo, pero ha de encontrar el camino para elevarse a Dios, y a un tiempo, para dar «certidumbre» al mundo físico o de la res extensa. Kant, encerrado en un mundo fenoménico, ha de descalificar la posibilidad de contactar a las cosas en sí mismas, sean las del mundo, la de Dios o del alma. La filosofía de Kant no niega la existencia de Dios, ni un orden moral, ni la realidad pensable de un mundo físico. Lo que niega —salvo en lo moral— es que la razón humana pueda trascender y llegar a esos entes en sí mismos: sean el «mundo», «Dios» o el «alma». Kant intenta superar la crítica al fundamento epistemológico del principio de causalidad (y por lo tanto al saber científico) que había hecho David Hume, que no tenía una respuesta satisfactoria hasta su época, además de superar la metafísica dogmática de los racionalistas.

Así pues, disgustados del dogmatismo, que no nos enseña nada, e igualmente del escepticismo que, en todas partes, nada nos promete, [...] nos resta solamente una pregunta crítica, según cuya contestación podemos organizar nuestra conducta futura: ¿Es, en general, posible la metafísica? Pero esta pregunta no debe ser respondida por objeciones escépticas [...], sino por el concepto, sólo aún problemático, de una ciencia tal.
Kant. Prolegómenos a toda metafísica futura que pueda presentarse como ciencia

Kant parte de la conciencia, de las representaciones fenoménicas del yo, sean provenientes del mundo externo o interno. Se aboca, desde un principio, a la estética trascendental. Kant entiende por sensación el efecto de un objeto sobre la facultad representativa, en cuanto somos afectados por él. Se entiende que se prescinde por completo de la naturaleza del objeto afectante y que solamente se presta atención al efecto que se produce en nosotros, en lo puramente subjetivo. La intuición empírica es una percepción cualquiera que refleja a un objeto, y así el conocimiento es considerado como un medio. La intuición empírica es la que se refiere a un objeto, pero por medio de la sensación. El fenómeno es el objeto indeterminado de la intuición empírica. El árbol puede afectarnos y de él tenemos una representación fenoménica. Nada podemos saber del árbol en sí. La realidad de la cosa, en ella misma, es un noúmeno no alcanzable.
Kant sintetiza su pensamiento, y en general «el campo de la filosofía en sentido cosmopolita», en tres preguntas: «¿Qué puedo conocer?», «¿Qué debo hacer?», «¿Qué puedo esperar?». A la primera interrogante, da su respuesta en el análisis de la Crítica de la razón pura en torno de las posibilidades y límites del conocimiento humano. A la segunda, trata de dar respuesta la moral en la Crítica de la razón práctica. A la tercera trata de responder la religión en la Crítica del juicio. Estas tres preguntas pueden resumirse en una sola: «¿Qué es el hombre?»
Kant concluye su estudio epistemológico haciendo especial hincapié en la importancia del deber, que es donde reside la virtud de toda acción. Al hacer coincidir la máxima de cualquier acción con la ley práctica, el ser humano habrá encontrado el principio objetivo y universal del obrar.

### Idealismo trascendental

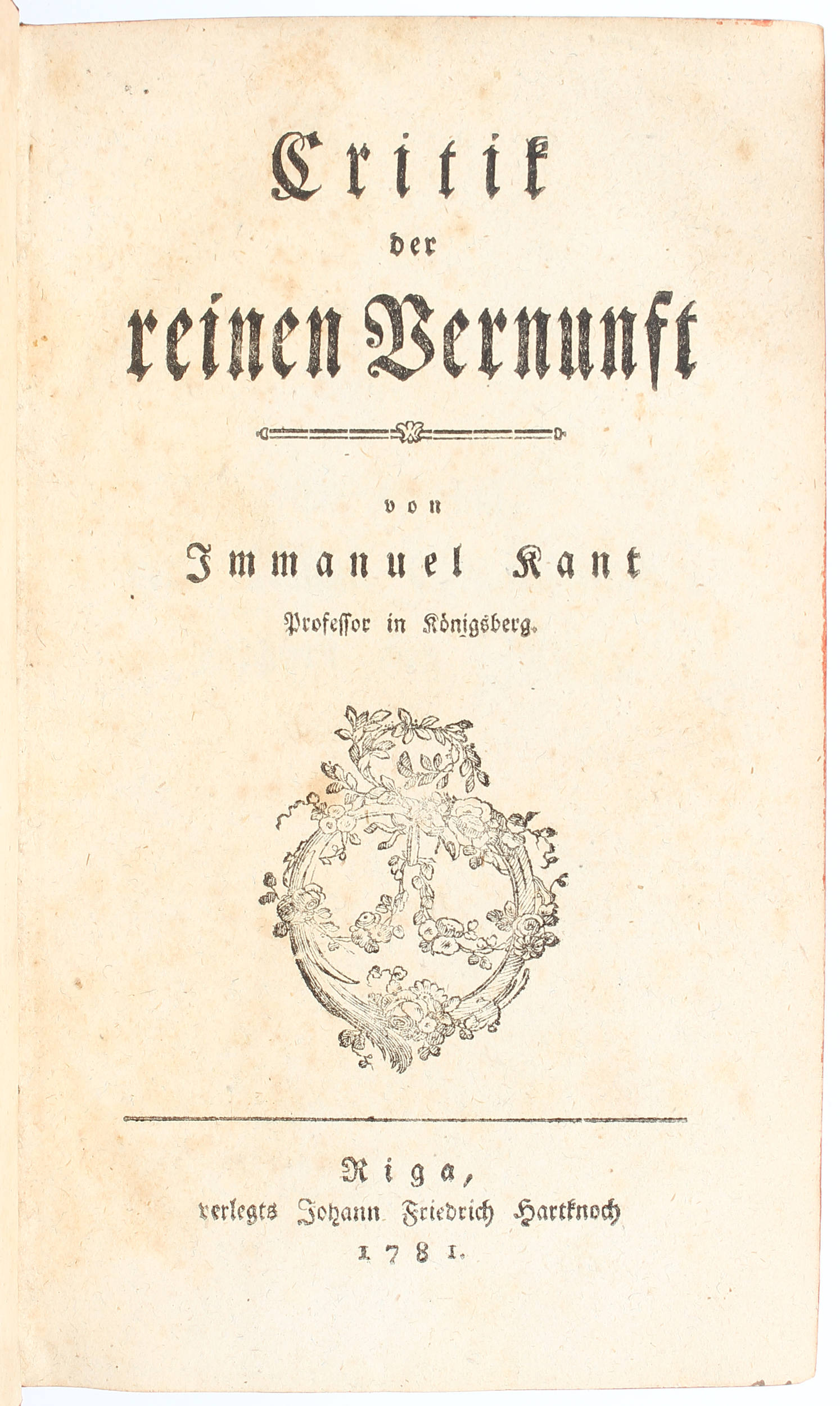
Portada de la primera edición Crítica de la razón pura (1781).

En la Crítica de la razón pura, asumiendo los resultados del empirismo, afirma el valor primordial que se le da a la experiencia, en tanto esta permite presentar y conocer a los objetos desde la percepción sensible o intuición (Anschauung, que significa literalmente «mirando a»).
El conocimiento independiente de la experiencia se llama a priori y se distingue del empírico, que tiene fuentes a posteriori. La capacidad de recibir representaciones se llama sensibilidad, y es una receptividad, pues los objetos vienen dados por esta. La capacidad que tenemos de pensar y organizar los objetos de conocimiento dados por la sensibilidad se llama entendimiento, que pertenece a las categorías a priori del sujeto cognoscente. Con esto, Kant hace una síntesis entre racionalismo y empirismo:

La capacidad de pensar el objeto de la intuición es, en cambio, el entendimiento. Ninguna de estas propiedades es preferible a la otra: sin sensibilidad, ningún objeto nos sería dado y, sin entendimiento, ninguno sería pensado. Los pensamientos sin contenido son vacíos; las intuiciones sin conceptos, son ciegas. [...] Ni el entendimiento puede intuir nada, ni los sentidos pueden pensar nada. El conocimiento únicamente puede surgir de la unión de ambos.

Kant distinguió entre proposiciones analíticas y sintéticas:
- Proposición analítica: una proposición cuyo concepto del predicado está contenido en el concepto del sujeto; por ejemplo, "Todos los solteros no están casados" o "Todos los cuerpos ocupan espacio".
- Proposición sintética: una proposición cuyo concepto del predicado no está contenido en el concepto del sujeto; por ejemplo, "Todos los solteros están solos" o "Todos los cuerpos tienen peso".

Una proposición analítica es verdadera por la naturaleza del significado de las palabras en la oración; no necesitamos más conocimiento que la comprensión del lenguaje para comprender esta proposición. Por otro lado, una declaración sintética es aquella que nos dice algo sobre el mundo. La verdad o falsedad de los enunciados sintéticos se deriva de algo fuera de su contenido lingüístico. En este caso, el peso no es un predicado necesario del cuerpo; hasta que se nos dice la pesadez del cuerpo, no sabemos que tiene peso. En este caso, se requiere la experiencia del cuerpo antes de que se aclare su pesadez. Antes de la primera crítica de Kant, los empiristas (como Hume) y los racionalistas (como Leibniz) asumían que todos los enunciados sintéticos requerían experiencia para ser conocidos.
Kant refuta este supuesto afirmando que las matemáticas elementales, como la aritmética, son sintéticas a priori, en el sentido de que sus afirmaciones proporcionan nuevos conocimientos no derivados de la experiencia. Por ejemplo, en el cálculo "5 + 7 = 12" no hay nada en los números 5 y 7 por el cual se pueda inferir el número 12. Por lo tanto, "5 + 7" o "12" no son analíticos porque su referencia es la misma pero su sentido no lo es: el enunciado "5 + 7 = 12" nos dice algo nuevo sobre el mundo. Es evidente por sí mismo, e innegablemente a priori, pero al mismo tiempo es sintético. Así, Kant argumentó que una proposición puede ser sintética y a priori. Esto se convierte en parte de su argumento general a favor del idealismo trascendental. Es decir, sostiene que la posibilidad de la experiencia depende de ciertas condiciones necesarias - que él llama formas a priori - y que estas condiciones estructuran y son verdaderas del mundo de la experiencia.

Llamo a trascendental a todo conocimiento que se ocupa no tanto de objetos, cuanto de nuestro modo de conocerlos.
Kant. Crítica de la razón pura. B 25

Las intuiciones que se refieren a un objeto dado por las sensaciones, se llaman intuiciones empíricas, y el objeto sensible constituido por la sensación y las formas puras a priori de espacio y tiempo impresas por el hombre, se llama fenómeno (término de origen griego que significa «aquello que aparece»). Asimismo, a las representaciones en las que no se encuentra nada perteneciente a la sensación, se las llama puras. Se sigue que la ciencia de la sensibilidad es llamada estética trascendental, que forma parte de la Doctrina Trascendental de los Elementos en la Crítica de la razón pura.

#### Estética trascendental
El empleo del término «estética» en Kant difiere del uso que hizo Alexander Gottlieb Baumgarten del mismo término, en cuanto ciencia de lo bello. El uso de Kant es en realidad más fiel a la etimología (αισθητική, aisthetike, viene de αἴσθησις, aisthesis, que significa 'sensación, sensibilidad') pero el de Baumgarten tuvo mejor fortuna. La estética trascendental muestra que, a pesar de la naturaleza receptiva de la sensibilidad, existen en ella unas condiciones a priori que nos permiten conocer, mediante el entendimiento, los objetos dados por el sentido externo (intuición). Estas condiciones son el espacio y el tiempo.

La capacidad (receptividad) de recibir representaciones, al ser afectadas por los objetos, se llama «sensibilidad». La ciencia de todos los principios de la sensibilidad a priori la llamo «estética trascendental» [...] todas nuestras intuiciones no son más que una representación fenoménica. Permanece para nosotros absolutamente desconocido qué sean los objetos en sí, independientemente de toda esa receptividad de nuestra sensibilidad.
Kant. Crítica de la razón pura. Madrid. Alfaguara, 1978, p. 7

| ESPACIO Forma pura de la sensibilidad                                                                     | TIEMPO Forma del sentido interno y condición formal de todos los fenómenos                                      |
| 1. El espacio no es un concepto empírico extraído de experiencias externas                                | 1. El tiempo no es un concepto empírico extraído de alguna experiencia                                          |
| 2. El espacio es una necesaria representación a priori que sirve de base a todas las intuiciones externas | 2. El tiempo es una representación necesaria que sirve de base a todas las intuiciones                          |
| 3. El espacio no es un concepto discursivo, (...), sino una intuición pura                                | 3. El tiempo no es concepto discursivo o, como se dice, universal, sino una forma pura de la intuición sensible |
| 4. La originaria representación del espacio es, pues, una intuición a priori, no un concepto              | 4. La originaria representación tiempo debe estar, pues, dada como ilimitada.                                   |

Para que las sensaciones sean referidas a objetos externos, o alguna cosa que ocupe un lugar distinto del nuestro, y, asimismo, para poder entender los objetos como exteriores los unos a los otros, como situados en lugares diversos, es necesario que tengamos «antes» la representación del espacio, que servirá de base a las intuiciones. De lo que se infiere que la representación del espacio no puede derivar de la relación de los fenómenos ofrecidos por la experiencia. Todo lo contrario: es absolutamente necesario dar por sentado de manera a priori esta representación de espacio como dada para que la experiencia fenoménica sea posible. El espacio, argumenta Kant, no puede ser un concepto del entendimiento, puesto que los conceptos empíricos se elaboran sobre los objetos ya intuidos de forma sensible en el espacio y el tiempo; el espacio, como intuición, es anterior a cualquier intuición de objeto, anterior a cualquier experiencia; por eso, dice Kant, es una intuición pura.
La representación del espacio no es un producto de la experiencia; es una condición de posibilidad necesaria que sirve de base a todas las intuiciones externas. El espacio es la condición de posibilidad de existencia de todos los fenómenos. Es importante comprender que el espacio es la forma en la cual todos los fenómenos externos se dan, o dicho de otro modo, en el espacio se da la intuición sensible. De lo anterior se sigue que el espacio tendrá una doble cualidad: en tanto condición formal en la que se dan los fenómenos, el espacio posee una idealidad trascendental en la cual se prescinde de la sensibilidad, y una realidad empírica en la cual se validan objetivamente los fenómenos intuidos.
Por su lado, el tiempo es también una forma pura de la intuición sensible y es presupuesto desde el sujeto cognoscente (de manera a priori). El tiempo es una condición formal a priori de todos los fenómenos y posee validez objetiva en relación solo con los fenómenos. El tiempo, al igual que el espacio, tampoco es un concepto discursivo, sino una forma pura de la intuición sensible. Pero en este caso, el tiempo es además la forma del sentido interno. Kant se refiere a la capacidad que los sujetos tienen de intuirse a sí mismos, en la «apercepción», es decir, la percepción de la propia identidad empírica, en una sucesión de momentos, que constituyen el tiempo.
El espacio da validez objetiva a los fenómenos en tanto estos existen en la sensibilidad (sentido externo) que pone con relación al sujeto con el objeto que es percibido como fuera. El tiempo da validez objetiva a los fenómenos en tanto que estos son percibidos no solo en el espacio exterior, sino desde la apercepción que se percibe a sí misma y en relación con su experiencia externa según un antes y un después, es decir, en un momento de esa intuición pura que es el tiempo. Se sigue de lo anterior que es posible pensar objetos que no estén dados en el espacio, pero no es posible pensar objetos que no estén dados en el tiempo. El tiempo es, en consecuencia, la forma de la intuición pura de la sensibilidad interna y tiene en sí mismo realidad subjetiva en tanto permite al sujeto pensarse a sí mismo como objeto en el tiempo. Finalmente, el tiempo es asimismo forma de la intuición externa en la cual devienen todos los fenómenos intuidos en un espacio determinado.
De lo anterior deduce Kant que es imposible que los fenómenos existan por sí mismos, pues toda la realidad empírica se valida como algo real en tanto es intuida por el sujeto. En consecuencia, espacio y tiempo, al ser formas puras de la intuición sensible, son también condiciones inherentes al sujeto que intuye y sin estas al sujeto se le haría imposible recibir representaciones. Es así como la estética trascendental constituye el primer estadio de conocimiento del sujeto, y que tiene directa relación con la percepción sensible de objetos de la experiencia.

Cuando proyectamos hacia el exterior lo que denominamos extensión, estamos aplicando o sobreponiendo a los datos sensibles algo que no viene dado por ellos, algo puramente subjetivo, una forma, una condición previa de nuestra sensibilidad. Todo lo que llamamos corporal no va más allá de la representación interna, aunque lo consideremos como externo. En la primera edición de la Crítica de la razón pura Kant dice:
«El concepto trascendental de los fenómenos en el espacio es una advertencia crítica de que en general nada de lo percibido en el espacio es una cosa en sí, que el espacio es además una forma de las cosas; los objetos en sí nos son completamente desconocidos y lo que llamamos cosas exteriores no son más que representaciones de nuestra sensibilidad».
Podemos resumir la estética trascendental de la siguiente forma:
1. Que son las impresiones (elemento material del conocimiento) las que ponen en marcha la mente humana.
2. Que las impresiones son condición necesaria, pero no suficiente, para que se produzca el conocimiento sensible, o sea, para que podamos ver, oír, tocar... Hace falta algo más.
3. Ese algo más que falta es aportado por el sujeto que conoce, por dos formas a priori de la sensibilidad: el espacio y el tiempo; con lo que cualquier acceso a las cosas en sí mismas sería en principio imposible para una mente receptivamente sensible como es la humana. Lo en-sí hay que suponer que existe, independientemente de que un sujeto lo conozca o no. Además, es causa de las impresiones que afectan nuestra sensibilidad, pero cualquier afirmación sobre ellas carece de sentido.
4. Cuando, gracias al espacio y al tiempo ordenamos las impresiones, se produce la representación sensible o intuición, es decir, podemos ver, oír, tocar... Se ha realizado entonces la síntesis de aprehensión.

De esto extrae Kant dos conclusiones adicionales:
1. Existe un límite, una demarcación clara entre lo que puede ser conocido de un modo objetivo y lo que no puede serlo, es decir, una demarcación clara entre ciencia y metafísica. Ese límite es la experiencia.
2. Los matemáticos —p. ej. en geometría— pueden llegar a establecer verdades a priori sobre el espacio y aplicar esas verdades al mundo físico en la medida en que su ciencia tiene como objeto un espacio que es a priori.

#### Analítica trascendental
La sensibilidad es receptiva, aunque no quiere decir esto que sea pasiva, pues presupone la actividad corporal. El entendimiento es también activo y su función es la de producir (hervorbringen) los conceptos. En este sentido, como ha mostrado Eugenio Moya, la mente humana se comporta como cualquier ente vivo. En efecto, de igual manera que estos organizan y se autoorganizan a sí mismos a partir de las diferentes materias que les servían de alimento, de respiración, etc.; es decir, son autopoyéticos. La mente tiene la capacidad para hacer emerger desde sí misma (selbstgebären), determinadas formas cognitivas a priori que organizan el material múltiple que le proporcionan los sentidos.

«En este sentido, las impresiones dan el impulso inicial para abrir toda la facultad cognoscitiva en relación con ellos y para realizar la experiencia. Esta incluye dos elementos muy heterogéneos: una materia de conocimiento, extraída de los sentidos, y cierta forma de ordenarlos, extraída de la fuente interior de la pura intuición y del pensar, los cuales, impulsados por la materia, entran en acción y producen conceptos».
Kant. Crítica de la razón pura. A 85-86/B 118

Además de espacio y tiempo como formas puras de la sensibilidad, el hombre dispone de otros conceptos a priori. Lo a priori del entendimiento hay que concebirlo así, más que un conocimiento sustantivo, como una capacidad de producir conocimientos ajustando a ciertas reglas los materiales de la experiencia. Ahora bien, en la medida en que solo podemos aprender a partir de esas reglas, no podemos decir que todo conocimiento deba justificarse a partir de aquellos materiales. Kant denominó a estos conceptos "categorías" como funciones del entendimiento, tema que se aborda en la «Analítica trascendental». Cada categoría se asocia con una impresión sensorial que Kant denomina "esquema". Kant deriva doce categorías a patir de las distintas formas de silogismos que a su vez agrupó en cuatro series de tres:
| Criterios de clasificación de los juicios | Clases de juicios | Las categorías                                  | Esquemas de la percepción del objeto                       | Los principios |
| Cantidad                                  | Universales       | Totalidad                                       | Número                                                     | Axiomas de la intuición: Todas las intuiciones son cantidades extensivas                                                     |
| Cantidad                                  | Particulares      | Pluralidad                                      | Número                                                     | Axiomas de la intuición: Todas las intuiciones son cantidades extensivas                                                     |
| Cantidad                                  | Singulares        | Unidad                                          | Número                                                     | Axiomas de la intuición: Todas las intuiciones son cantidades extensivas                                                     |
| Cualidad                                  | Afirmativos       | Realidad                                        | Grado                                                      | Anticipaciones de la percepción: En todas las apariencias lo real posee una cantidad intensiva, un grado                     |
| Cualidad                                  | Negativos         | Negación                                        | Grado                                                      | Anticipaciones de la percepción: En todas las apariencias lo real posee una cantidad intensiva, un grado                     |
| Cualidad                                  | Indeterminado     | Limitación                                      | Grado                                                      | Anticipaciones de la percepción: En todas las apariencias lo real posee una cantidad intensiva, un grado                     |
| Relación                                  | Categóricos       | Subsistencia e inherencia (Sustancia/accidente) | Permanencia de lo real en el tiempo                        | Analogías de la experiencia: Permanencia de la sustancia                                                                     |
| Relación                                  | Hipotéticos       | Causalidad (causa/efecto)                       | Sucesión de la diversidad                                  | Sucesión temporal según la causalidad                                                                                        |
| Relación                                  | Disyuntivos       | Comunidad (Acción recíproca)                    | Simultaneidad de las determinaciones                       | Simultaneidad según la ley de acción recíproca                                                                               |
| Modo                                      | Problemáticos     | Posibilidad-imposibillidad                      | Conformidad con la síntesis de diferentes representaciones | Postulados del pensamiento empírico en general: Lo que es conforme con las condiciones formales de la experiencia es posible |
| Modo                                      | Asertóricos       | Existencia-no existencia                        | Existencia en un tiempo determinado                        | Lo que está en conexión con las condiciones materiales de la experiencia es real                                             |
| Modo                                      | Apodícticos       | Necesidad-contingencia                          | Existencia en todo tiempo                                  | Aquello en que la conexión con lo real está determinado por las condiciones universales de la experiencia es necesario.      |

Recapitulando:
1. El origen de todos nuestros conocimientos está en los sentidos. El espacio es la forma que aportamos para las representaciones externas. El tiempo es la forma pura que previamente aportamos tanto para lo externo como para lo interno.
2. Aparte de estas formas puras, la razón humana dispone de la facultad del entendimiento, conformadora espontánea con su bagaje de categorías.
3. Las intuiciones sensibles por sí mismas y solas no engendran conocimiento: son ciegas.
4. Las intuiciones sensibles constituyen materia de conocimiento en tanto se someten a la conceptualización del entendimiento. Y a partir de allí opera nuestro aparato discursivo.

#### Dialéctica trascendental
Parte de la Crítica de la razón pura que estudia la Razón para comprender su funcionamiento y estructura. Recibe el nombre de «dialéctica» porque trata también los argumentos dialécticos generados por el uso puro de la razón en su afán por captar lo incondicionado, uso hiperfísico, dice Kant. La dialéctica trascendental contiene un Libro primero, denominado «Los conceptos de la razón pura», donde establece el sistema de las ideas trascendentales y los tres conceptos puros de la Razón, siendo estos el alma, el mundo y Dios.
La razón humana tiene en el conjunto de categorías su fuerza para concebir los objetos, pero siempre que haya un aflujo de fenómenos sobre los cuales ellas puedan actuar. Cuando tal cosa no ocurre, en el caso de los objetos denominados «metafísicos», como Dios, el alma, el mundo, tal función del entendimiento deriva sin mucho sentido y cae en las llamadas antinomias, en que tanto puede demostrarse como verdadera una posición como la contraria (por ejemplo: "el mundo es finito en el tiempo y espacio" y "el mundo es infinito en el tiempo y espacio"). Estas ideas producen la ilusión de que tenemos un conocimiento a priori de dichos objetos trascendentes. Sin embargo, Kant intenta demostrar que estas ideas ilusorias tienen un uso práctico y positivo a la que llama metafísica de la moral. Esta forma parte de la filosofía práctica, que se ocupa de las cosas en sí mismas y se usa "para construir la idea de un mundo moral (reino de fines) y transformar el mundo natural en el bien supremo", mientras que la filosofía teórica se ocupa de las apariencias, categorías y formas de conocer para construir un mundo natural. El uso práctico de la razón se desarrolla brevemente al final de la Crítica de la razón pura y, con más extensión, en la Crítica de la razón práctica (1786).

### Ética
La ética kantiana está contenida en lo que se ha denominado como sus tres obras éticas: Fundamentación de la Metafísica de las costumbres, Crítica de la razón práctica y Metafísica de las costumbres. Además de estas tres obras capitales, para entender el pensamiento ético kantiano, debemos mencionar sus Lecciones de Ética, fruto de la recopilación de los apuntes que sus alumnos realizaron durante la época de 1775 a 1781.
Kant se caracterizó por la búsqueda de una ética o principios con el carácter de universalidad que posee la ciencia. Para la consecución de dichos principios Kant separó las éticas en: éticas formales (ética de Kant) y éticas empíricas o materiales (todas las anteriores a él, que se encuentran orientadas a fines y bienes, como las de Aristóteles o Tomás de Aquino). Kant rechazó estas últimas éticas al no poder formular leyes y juicios morales universales, por lo que optó por formar «una metafísica de la moral completamente aislada, que no esté mezclada con ninguna teología, física o hiperfísica».

En el reino de los fines todo tiene o un precio o una dignidad. Aquello que tiene precio, puede ser sustituido por algo equivalente; en cambio, lo que se halla por encima de todo precio y, por tanto, no admite nada equivalente, eso tiene una dignidad.
Kant. Fundamentación de la metafísica de las costumbres. (A 77, Ak. IV, 435)

La ética kantiana no tiene fines y se centra en cómo debemos actuar. En el conjunto de sus escritos, Kant construyó las bases para una ley ética a partir del concepto del «deber». En el plano ético, el deber no se impone desde su exterior a posteriori, sino que se postula a priori mediante la razón. Debido a su énfasis en el deber, la ética kantiana se considera una ética deontológica (deon - proviene del griego para "deber" u "obligación"). El sentido de la vida es, pues, vivir conforme a una correcta conducta moral "para que la conciencia no nos reproche nada, nos satisfaga y tranquilice".

#### Postulados de la razón y la libertad

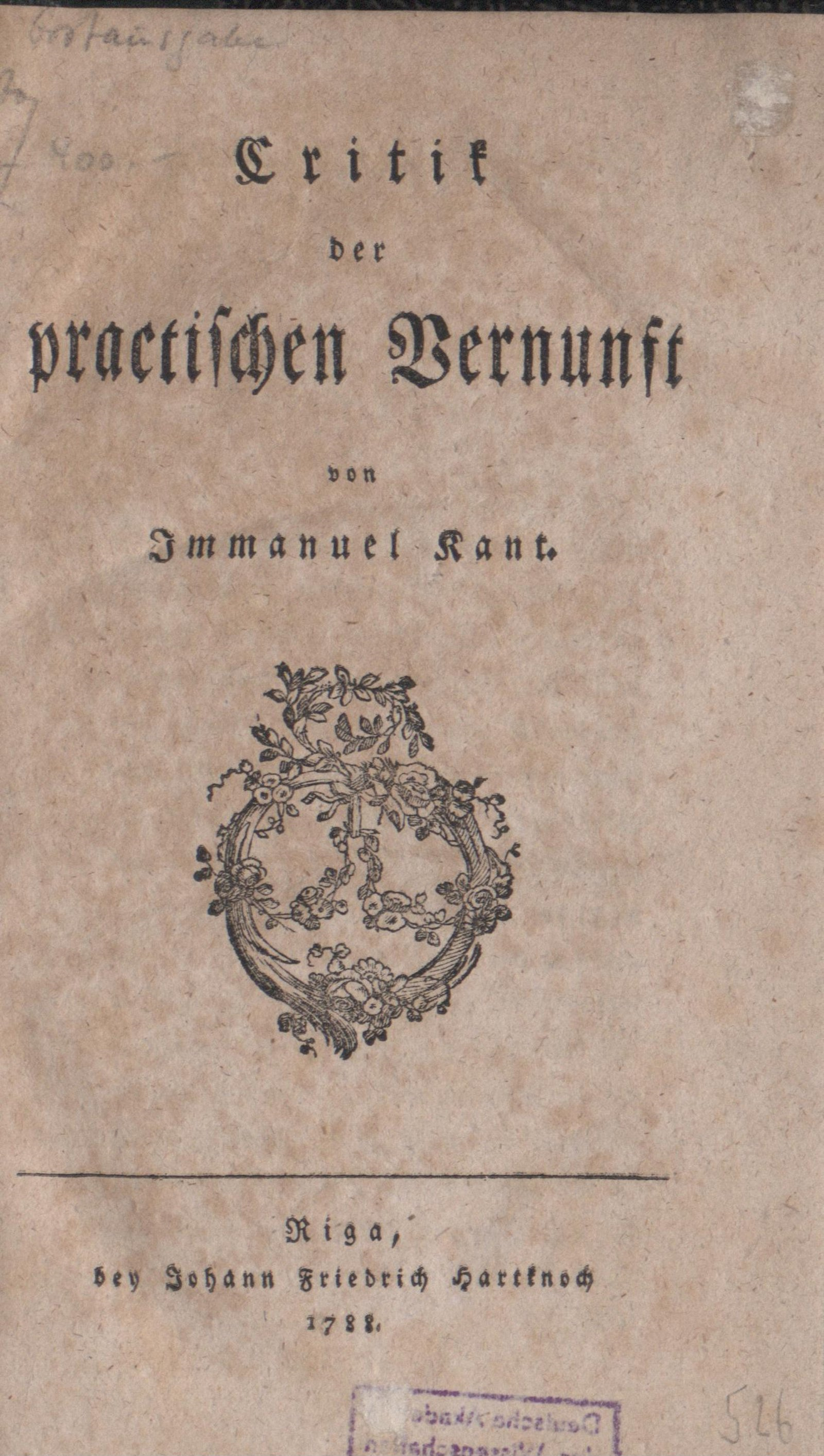
Portada de la primera edición Crítica de la razón práctica (1785).

Para entender la ética kantiana también es preciso exponer aquellas ideas que Kant postula como necesarias para la existencia de una ética pura y sacrosanta, tales como son la idea de Dios y la de inmortalidad del alma como postulados de la razón práctica en tanto que, igual que el resto, no puede ser conocido mediante lo que el filósofo de Könisberg llama "razón especulativa" (o "pura").
Así, aquel primer postulado es necesario para obrar de un modo puro y desinteresado con respecto a ley moral; esto es, para actuar por mor del deber, interiorizándolo y acogiéndolo como propio de tal modo que nuestra entera moral quede adecuada a él. La excelencia moral es nouménica y puede no tener relación alguna con la felicidad. Solo una Causa Suprema puede efectuar una unión entre la virtud y la felicidad. Y es que, según Kant, sin la existencia de un Dios vigilante (que no ha de existir necesariamente) sería imposible que nos adecuásemos moralmente al perfecto y universal imperativo kantiano. «La ley no ha de ser indulgente, sino que ha de mostrar la máxima pureza y santidad; a causa de nuestra debilidad hemos de esperar la asistencia divina, con el fin de que consigamos cumplir la ley moral y se supla la pureza de que adolecen nuestras acciones». «En la moralidad se dan las intuiciones más puras, pero estas se perderían de no existir un Ser que pudiera percibirlas [...] ¿Pues, cuál sería la razón de albergar intenciones puras que, a excepción de Dios, nadie puede percibir?». A pesar de esto, no hemos de interpretar que Dios constituye una suerte de "vis obligandi", sino más bien un "summum bonum" garante de la moralidad, pues «resulta asimismo imposible encaminarse hacia la moralidad sin creer en un Dios». Del mismo modo, la idea de inmortalidad, lejos de ser una idea de la razón pura, es una presunción que ha de ser tomada como verdadera en tanto en cuanto debemos actuar como si nuestras acciones se proyectasen ad infinitum, esto es, como si hubiésemos de actuar del modo en el que actuamos para toda la eternidad.
Otro postulado de la razón práctica es el postulado de la libertad, en la que Kant prescinde de su significación trascendental en aras de los intereses prácticos. Para Kant, el "deber implica poder" y la idea de la libertad "debe pensarse como independiente de todo lo empírico y en consecuencia de toda la naturaleza", lo que nos lleva, pues, a considerarnos artificialmente como seres libres a pesar de que no lo somos. A este respecto dirá Kant:

Y sin esta libertad (en este último sentido estricto) [...] no es posible ninguna ley moral ni una imputación conforme a ella. Justamente por ello, a todo cuanto sucede necesariamente en el tiempo, según la ley natural de la causalidad, cabe denominarlo asimismo "mecanicismo de la naturaleza", aun cuando eso no quiera decir que las cosas sometidas a ella han de ser realmente máquinas materiales.
Kant. Crítica de la razón práctica. (A 173, Ak. V, 97)

Entonces, para Kant la «voluntad libre y la voluntad sometida a leyes morales son una y la misma cosa», puesto que la voluntad libre o práctica es capaz de saber qué es provechoso mediante la razón. De esta afirmación se expresa el concepto de autonomía de Kant, la cual dicta leyes objetivas de la libertad y que establecen lo que debe suceder, aunque nunca suceda (a diferencia de las leyes de la naturaleza, que tratan sobre lo que sucede). Hegel tomó la idea de libertad de Kant como "comprensión de la necesidad" (die Einsicht in die Notwendigheit) donde el reconocimiento de leyes naturales y en la posibilidad, así dada, de hacerlas obrar según un plan para determinados fines.

#### Buena voluntad
Kant comenzó su teoría ética argumentando que la única virtud que puede ser incondicionalmente buena es una buena voluntad.

Ni en el mundo, ni, en general, tampoco fuera del mundo, es posible pensar nada que pueda considerarse como bueno sin restricción, a no ser tan sólo una buena voluntad [...] La buena voluntad no es buena por lo que efectúe o realice, [...] es buena en sí misma.
Kant. Fundamentación de la metafísica de las costumbres. (A1, Ak. IV, 393 - A3, Ak. IV, 394)

Sostiene que solo los actos realizados por deber tienen valor moral. Esto no quiere decir que los actos realizados solamente en conformidad con el deber sean despreciables (estos todavía merecen aprobación y apoyo), pero las acciones que se realizan por deber poseen una consideración especial. Kant deseaba ir más allá de la concepción de la moral como deberes externamente impuestos y presentar una ética de autonomía, donde los agentes racionales reconocen libremente las exigencias que la razón les hace. Este nuevo planteamiento acerca de la ética provoca importantes replanteamientos de la ética a partir de Kant. En la filosofía práctica, "usamos la ley moral para construir la idea de un mundo moral (reino de fines) y transformar el mundo natural en el bien supremo".

#### Imperativo categórico
La razón teórica formula juicios frente a la razón práctica, que formula imperativos. Estos serán los pilares en los que se fundamenta la ética formal kantiana. La ética debe ser universal y, por tanto, vacía de contenido empírico, pues de la experiencia no se pueden extraer deberes universales, sino solo planteamientos prudenciales condicionados por la experiencia sensible. Debe, por lo mismo, ser a priori, es decir, anterior a la experiencia y autónoma, esto es, que la ley le viene dada desde dentro del propio individuo y no desde fuera. Al estar la ley moral basada en la razón, esta es igual para todos los agentes racionales, siendo irracional actuar contrariamente a ella. Los imperativos de esta ley deben ser categóricos (que son del tipo «Debes hacer B») y no hipotéticos (que son del tipo «Si quieres A, haz B»). El imperativo categórico tiene las siguientes formulaciones:
1. «Obra sólo según aquella máxima por la cual puedas querer que al mismo tiempo se convierta en ley universal» (fórmula de la ley universal).[81]
2. «Obra como si la máxima de tu acción debiera tornarse, por tu voluntad, ley universal de la naturaleza» (fórmula de la ley de la naturaleza).[81]
3. «Obra de tal modo que trates a la humanidad, tanto en tu persona como en la de cualquier otro, siempre como un fin y nunca solamente como un medio» (fórmula de la humanidad).[82]
4. «Obra por máximas de un miembro legislador universal en un posible reino de los fines» (fórmula del reino de los fines).[83]

Kant aplica el imperativo categórico a varios ejemplos de acciones (como la falsa promesa o la caridad), de las cuales concluye que surgen dos tipos de deberes que diferenció entre perfectos e imperfectos. Los primeros están acuerdo con la ley moral y son absolutos (por ejemplo, existe un deber de decir la verdad, por lo que nunca debemos mentir, aun por motivos piadosos), mientras que los últimos permiten flexibilidad (por ejemplo, la caridad es deseable en ciertas ocasiones, pero no estamos obligados a ser completamente caritativos en todo momento).
A pesar de todo, no conviene entender el imperativo categórico kantiano como un imperativo formulado de tal forma que no podamos esperar obtener algo a cambio por su cumplimiento (aunque sea de forma indirecta); es decir, la felicidad, como fundamento de la mayoría de las morales desarrolladas hasta el momento, es algo que se persigue. Sin embargo, en la ética kantiana la felicidad no se persigue directamente, pero sí es algo que nos "cabe esperar". La felicidad, por tanto, es algo que se consigue no porque se busque (pues, como trata de demostrar Kant, todas las morales que hasta el momento han tratado de encontrarla solo han dado lugar a formulaciones subjetivas que dependen totalmente del individuo), sino porque se es digno de ella. La moral no debe enseñar cómo hallar la felicidad, sino cómo hacerse uno digno de ella. Esto es lo que Roberto R. Aramayo llama "imperativo elpidológico" (que proviene de la palabra griega ἐλπίς (elpís), nombre de la diosa de la esperanza). Esa suerte de autosatisfacción que sentimos cuando obramos moralmente (dirá Kant) es la mayor y más pura felicidad en tanto que es objetiva y universal.

Dos cosas llenan el ánimo de admiración y respeto, siempre nuevos y crecientes cuanto más reiterada y persistentemente se ocupa de ellas la reflexión: el cielo estrellado que está sobre mí y la ley moral que hay en mí.
Kant. Crítica de la razón práctica. (A 288, Ak. V, 162)

### Política
Kant escribió su filosofía social y política para defender la Ilustración en general y la idea de libertad en particular. El pensamiento político de Kant sigue su línea ética y se puede resumir en un gobierno republicano de organización internacional. En términos más característicamente kantianos, es la doctrina del Estado basada en la ley (Rechtsstaat) y de la paz eterna. De hecho, en cada una de estas formulaciones, ambos términos expresan la misma idea: la de constitución legal o la de "paz a través de la ley".
La filosofía política de Kant, al ser esencialmente una doctrina jurídica, rechaza por definición la oposición entre la educación moral y el juego de las pasiones como fundamentos alternativos de la vida social. El Estado se define como la unión de hombres bajo la ley. El Estado está constituido por leyes que son necesarias a priori porque emanan del concepto mismo de derecho. Un régimen no puede ser juzgado con otros criterios ni se le pueden asignar otras funciones que las propias del orden lícito como tal. Kant seguía la visión pesimista de Thomas Hobbes de la naturaleza humana en la política. Por ello, Kant describe que la organización adecuada del Estado debe ser tal que un pueblo de seres racionales, aun siendo moralmente malos, quedan obligados a ser buenos ciudadanos.

El problema del establecimiento de un Estado tiene siempre solución, por muy extraño que parezca, aun cuando se trate de un pueblo de demonios; basta con que éstos posean entendimiento. El problema es el siguiente: «He aquí una muchedumbre de seres racionales que desean, todos, leyes universales para su propia conservación, aun cuando cada uno de ellos, en su interior, se inclina siempre a eludir la ley. Se trata de ordenar su vida en una constitución, de tal suerte que, aunque sus sentimientos íntimos sean opuestos y hostiles unos a otros, queden contenidos, y el resultado público de la conducta de esos seres sea el mismo exactamente que si no tuvieran malos instintos.»
— Immanuel Kant, Suplemento primero. «De la garantía de la paz perpetua», Sobre la paz perpetua (1795)

#### Estado y voluntad del pueblo
En 1793, Immanuel Kant escribió en un ensayo titulado Sobre el dicho: esto puede ser correcto en la teoría pero no vale para la práctica, más conocido brevemente como Teoría y práctica, donde examina la teoría y la práctica de la política, además de la legitimidad del gobierno. Kant reflexiona sobre lo que sucedería en una sociedad en que la gente viviera en "estado de naturaleza", libre para seguir sus impulsos, y ve que el problema principal es un conflicto de intereses. El estado de naturaleza es la receta de la anarquía, en la que no es posible arreglar los conflictos pacíficamente.
La posición de Kant "se enmarcaba tanto en la ley natural como en el contrato social", que dice que el pueblo firma un "contrato original" con el Estado a cambio de su protección. Este contrato "no es un acontecimiento histórico pero sólo una idea de razón, es decir, es un concepto generado por la propia razón [...] para guiar el pensamiento empírico o la acción". A diferencia de Thomas Hobbes y John Locke, que "basan sus argumentos en el beneficio individual para cada parte del contrato"; Kant se basa en el derecho mismo. Este hipotético contrato social "es la fuente de nuestra obligación moral de obedecer a nuestro gobierno". Kant afirma que los gobiernos deben recordar que gobiernan únicamente por el consentimiento del pueblo entero y no de una parte de él.

Si una ley es de tal índole que resultara imposible a todo un pueblo otorgarle su conformidad [...], entonces no es legítima; pero si es simplemente posible que un pueblo se muestre conforme con ella, entonces constituirá un deber tenerla por legítima, aun en el supuesto de que el pueblo estuviese ahora en una situación o disposición de pensamiento tales que, si se le consultara al respecto, probablemente denegaría su conformidad.
Kant. Sobre el dicho: esto puede ser correcto en la teoría pero no vale para la práctica (Ak. VIII, 297).

La idea de Kant hace de guía de comportamiento del ciudadano y también del gobierno, ya que añade que si un gobierno aprueba una ley que tú consideras mala, sigue siendo un deber moral obedecerla. Es posible creer que no sea correcto pagar impuestos para financiar una guerra, pero no se debe dejar de pagar aunque creas que la guerra es injusta o innecesaria "porque siempre queda la posibilidad de que esa guerra sea inevitable y el impuesto imprescindible". La voluntad humana es y debe ser absolutamente independiente. La libertad consiste en no estar atados por ninguna ley, sino como decía Jean-Jacques Rousseau: "La libertad es la obediencia a la ley que uno mismo se ha trazado".

El ciudadano no se puede negar a pagar los impuestos que le son asignados [...] Por el contrario, él mismo no actuará en contra del deber de un ciudadano si, como docto, manifiesta públicamente su pensamiento contra la inconveniencia o injusticia de tales impuestos.
Kant. ¿Qué es la Ilustración?

En La paz perpetua, Kant que entiende “la política como aplicación del derecho y la moral”. La conexión entre leyes morales y las leyes estatales es directa: la legitimidad de una y de las otras reside en que se basan en los deseos racionales del pueblo; el contrato social se fundamenta en una coalición de voluntades individuales de toda la nación. Las leyes estatales deben ser ni más ni menos que la voluntad del pueblo; así pues, si se acepta que se nos gobierne, se debe aceptar racionalmente obedecer todas las leyes que ese Gobierno apruebe. De la misma manera, las leyes que imponga un gobierno exterior como una fuerza de ocupación carecen de legitimidad. El derecho de rebelión no es coherente porque el Estado es "la encarnación de todo derecho".

El poder que en el Estado da efectividad a la ley no admite resistencia (es irresistible), y no hay comunidad jurídicamente constituida sin tal poder, sin un poder que eche por tierra toda resistencia interior, pues ésta acontecería conforme a una máxima que, universalizada, destruiría toda constitución civil, aniquilando el único Estado en que los hombres pueden poseer derechos en general. De ahí se sigue que toda oposición contra el supremo poder legislativo, toda incitación que haga pasar a la acción el descontento de los subditos, todo levantamiento que estalle en rebelión, es el delito supremo y más punible en una comunidad, porque destruye sus fundamentos
Kant. Sobre el dicho: esto puede ser correcto en la teoría pero no vale para la práctica (Ak. VIII, 299).

Sin embargo, Kant permitió cierto tipo de pasivos desobediencia civil y tampoco rechazó el apoyo de actos revolucionarios, pues el progreso a largo plazo producirá en mayor parte acciones violentas e injustas como guerras. El propio Kant apoyó como espectador la Revolución Francesa, no porque sea legítima (algo que él creía), sino porque tiene como objetivo la creación de una constitución civil, cuyos ciudadanos tienen obligación de obedecer como al antiguo régimen.
Kant propuso que todo gobierno debería ser republicano, entendido como "principio político de la separación entre el poder ejecutivo del gobierno y el poder legislativo" y "un sistema representativo del pueblo, que pretende, en nombre del pueblo y mediante la unión de todos los ciudadanos, cuidar de sus derechos a través de delegados". Como la mayoría de los escritores de la época, distinguió tres formas de gobierno, es decir, democracia, aristocracia y monarquía, con el gobierno mixto como la forma más ideal de ello. Se opuso a la "democracia" o democracia directa, creyendo que el gobierno de la mayoría amenaza la libertad individual. Afirmó que la democracia es un despotismo, porque establece un poder ejecutivo en el que "todos" deciden a favor o en contra de alguien que no está de acuerdo; es decir, que "todos, que no son todos, deciden, y esto es una contradicción de la voluntad general consigo misma y con la libertad". Aceptó el sufragio censitario, oponiéndose al sufragio universal y femenino.

Aquel que tiene derecho a voto en la legislación se llama ciudadano... La única igualdad exigida para ello, aparte de las cualidades naturales (no ser niño, ni mujer), es ésta: que uno sea su propio señor (sui iuris) y, por tanto, que tenga alguna propiedad (incluyendo en este concepto toda habilidad, oficio, arte o ciencia) que le mantenga... exige que no esté al servicio de nadie más que la comunidad.
Kant. En torno al tópico "Tal vez eso sea correcto en la teoría pero no sirve para la práctica", Madrid, Tecnos, 1986, p. 34.

#### Estado y felicidad

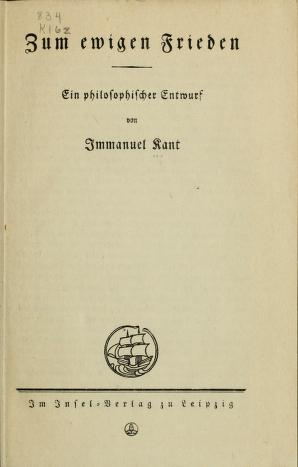
Portada de la primera edición Sobre la paz perpetua (1795).

La filosofía política de Kant, siendo esencialmente una doctrina legal, define el Estado como la unión de hombres bajo la ley. El Estado está constituido por leyes que son necesarias a priori porque se derivan del concepto mismo de ley. "Un régimen no puede ser juzgado por ningún otro criterio ni se le pueden asignar otras funciones, que no sean las propias del orden legal como tal". Kant afirma que ningún principio legislativo universalmente válido puede basarse en la felicidad, porque "hace imposible todo principio fijo, de manera que la felicidad nunca podrá ser el principio adecuado de una legislación". Cuestionando la posición tomada por Platón, dice Kant:

"No hay que esperar que los reyes filosofen ni que los filósofos sean reyes, como tampoco hay que desearlo porque la posesión del poder daña inevitablemente el libre juicio de la razón. Pero es imprescindible para ambos que los reyes, o los pueblos soberanos (que se gobiernan a sí mismos por leyes de igualdad), no dejen desaparecer o acallar a la clase de los filósofos, sino que los dejen hablar públicamente para aclaración de sus asuntos, pues la clase de los filósofos, incapaz de bandería y alianzas de club por su propia naturaleza, no es sospechosa de difundir una propaganda".
Tampoco el gobierno debe obligar a ser felices. Lo único que haría el Estado si se basa en la felicidad, sería aportar protección física, la cual no atendería el bienestar general del pueblo. Lo que es crucial, en cambio, es que el Estado asegure la libertad del pueblo dentro de la ley.

La libertad en tanto hombre cuyo principio para la constitución de una comunidad expreso en la fórmula: Nadie me puede obligar a ser feliz a su modo (tal como él se imagina el bienestar de otros hombres), sino que es lícito a cada uno buscar su felicidad por el camino que mejor le parezca, siempre y cuando no cause perjuicio a la libertad de los demás para pretender un fin semejante, libertad que puede coexistir con la libertad de todos según una posible ley universal (esto es, coexistir con ese derecho del otro).
Kant. Sobre el dicho: esto puede ser correcto en la teoría pero no vale para la práctica (Ak. VIII, 290).

Kant señala que la felicidad solo se encuentra cuando existe una Constitución sólida, lo cual corresponde al Estado. En su Teoría y práctica afirma el primer principio del Derecho romano: «la salvación del pueblo es ley suprema» (Salus publica suprema civitatis lex est). El Estado conserva su valor y autoridad, pero el bienestar público exige la prioridad en esa Constitución legal que garantiza a cada persona su libertad dentro de la ley.

#### Paz perpetua
En Paz perpetua, Kant enumera una serie de condiciones que consideró necesarias para poner fin a las guerras y la creación de una paz duradera que incluía un mundo de repúblicas constitucionales. Su teoría republicana clásica se extendió en la Metafísica de las costumbres. Kant escribió que los gobiernos tienen dos series de deberes: Proteger los derechos y las libertades del pueblo, por justicia; y promover su felicidad, en tanto pueda hacerse sin menoscabo de los derechos y las libertades.
Kant sostuvo que la misma competencia económica crearía un espacio de libertad y que el espíritu del comercio (Handelsgeist) se apoderaría de todos los pueblos. Creía que el interés individualista de la economía burguesa exigiría el respeto a la libertad y, por lo tanto, la pacificación de los diversos Estados. Kant era un optimista sobre un futuro progreso legal y moral de la razón ilustrada. Su teoría crítica de la sociedad exigía a partir de una emancipación del individuo que con su razón propicia ese determinado cambio social. De ahí que Kant anticipaba el camino a Karl Marx.

### Filosofía de la historia
Los escritos de Kant sobre filosofía de la historia forman tan solo una parte menor de su amplia producción. Sin embargo, su impacto será importante, especialmente por su influencia sobre las filosofías de la historia de pensadores posteriores de gran importancia, como Marx y Hegel. El aporte decisivo de Kant a la filosofía de la historia es su Idea para una historia universal en clave cosmopolita (Idee zu einer allgemeinen Geschichte in weltbürgerlicher Absicht) de 1784.
La concepción histórica de Kant está inspirada por la idea aristotélica de la fisis, es decir, por la concepción de una naturaleza de las cosas, una esencia que se despliega y que contiene en sí tanto la necesidad como las leyes básicas del desarrollo. Se trata de la idea de una potencialidad (potentia) que, a través de su propio proceso natural de desarrollo (fisis), llega a hacerse realidad o actualidad (actus). De esta manera se alcanza la entelequia o fin del desarrollo. Kant transformará esta idea en la base de una visión progresiva de la historia totalmente ajena al pensamiento griego clásico. Según Kant, una ley inmanente del progreso, dictada por la necesidad de la naturaleza de alcanzar sus fines, rige la historia aparentemente absurda y antojadiza de la especie humana, elevándola sucesivamente “desde el nivel inferior de la animalidad hasta el nivel supremo de la humanidad”. La tarea del filósofo es, justamente, “descubrir en ese absurdo decurso de las cosas humanas una intención de la Naturaleza, a partir de la cual sea posible una historia de criaturas tales que, sin conducirse con arreglo a un plan propio, sí lo hagan conforme a un determinado plan de la Naturaleza”.
Según Kant, el hombre comparte, como especie, el destino teleológico o determinado por su fin que Aristóteles vio como la ley de desarrollo de todo lo natural: “Todas las disposiciones naturales de una criatura están destinadas a desarrollarse alguna vez completamente y con arreglo a un fin […] En el hombre aquellas disposiciones naturales, que tienden al uso de la razón, deben desarrollarse por completo en la especie, mas no en el individuo”. Esta es la fuerza que actúa entre bastidores con el fin de desplegar todas las potencialidades humanas, y los individuos o los pueblos no son más que sus instrumentos inconscientes: “Poco imaginan los hombres (en tanto que individuos e incluso como pueblos) que, al perseguir cada cual su propia intención según su parecer y a menudo en contra de los otros, siguen sin advertirlo, como un hilo conductor, la intención de la Naturaleza, que les es desconocida, y trabajan en pro de la misma”.
Esta idea de una fuerza oculta que actúa como motor e “hilo conductor” de una historia, cuyo verdadero sentido no es comprendido por sus protagonistas directos no es sino una “naturalización aristotélica” de la idea de la Providencia y será central tanto en la visión de la historia de Hegel como en la de Marx. Hegel reemplazará las leyes de la naturaleza de Kant por las de la lógica o razón y Marx pondrá a las fuerzas productivas en su lugar, pero la estructura mental diseñada por Kant permanecerá, en su esencia, intacta. Ahora bien, el parentesco entre estos tres pensadores va mucho más allá de esto. Kant concibe también la historia como un proceso triádico o dividido en tres fases, que va desde el estado de animalidad, pasando por un largo desarrollo lleno de dolor, conflictos y luchas hasta llegar al fin de la historia, que será un estado de perfección que el mismo Kant define como quiliasmo, que no es sino el sinónimo de raíz griega de milenio (el Reino de Cristo sobre la Tierra que, según el Apocalipsis bíblico, durará mil años): “Se puede considerar la historia de la especie humana en su conjunto como la ejecución de un plan oculto de la Naturaleza para llevar a cabo una constitución interior y –a tal fin– exteriormente perfecta, como el único Estado en el que puede desarrollar plenamente todas sus disposiciones en la humanidad […] Como se ve, la filosofía también puede tener su quiliasmo”. En un pasaje de otra obra, Kant se expresa de una forma aún más cargada de simbolismo milenarista: «Cuando la especie humana haya alcanzado su pleno destino y su perfección más alta posible, se constituirá el Reino de Dios sobre la tierra».
De lo hasta aquí dicho sería, sin embargo, un serio error sacar la conclusión de que el gran filósofo de Königsberg hubiese sido un pensador milenarista en el verdadero sentido militante y revolucionario de la palabra. Para ello le faltan muchos de los elementos más esenciales y dinámicos del pensamiento milenarista, tal como se estructuraba en el pensamiento medioeval o se estructurará en el marxismo venidero. El anuncio del milenio es algo distante en Kant, casi teórico. Siempre que proclama su fe en un Estado venidero de perfección o quiliasmo, agrega frases como la siguiente: “si bien solo cabe esperarlo tras el transcurso de muchos siglos”. La adhesión a lo que el mismo Kant en otro escrito caracteriza como “la concepción quiliástica de la historia” va unida a una sobria y a veces sombría descripción de la situación y posibilidades actuales del hombre y, más importante aún, sobre su naturaleza esencialmente imperfecta, tal como nos lo recuerda su famosa frase sobre el madero torcido del cual está hecho lo humano y del cual nada recto puede tallarse. El de Kant no es, por tanto, más que un “utopismo light”, suave y lejano, una premisa metodológica más que otra cosa, y por ello incapaz de despertar las esperanzas y energías revolucionarias de sus contemporáneos. Sin embargo, su herencia no tardaría en evolucionar hacia la actualización (con Hegel) y el intento de realización revolucionaria (con Marx) del sueño de una realización plena de las potencialidades humanas en una sociedad sin conflictos ni contradicciones.
En el mismo sentido faltan en Kant los componentes esenciales de los mitos movilizadores centrales del milenarismo y las utopías revolucionarias en torno a una “Edad de Oro” perdida y a una especie de paraíso venidero. A la famosa Edad de Oro le dedica todo un ensayo en 1786 titulado Probable inicio de la historia humana (Muthmaßlicher Anfang der Menschengeschichte), calificándola allí de un “espectro” que solo sirve para alentar el “vano anhelo” de su restauración. El comienzo de la historia es para Kant algo tan alejado de toda quimera como lo es la pura y bruta animalidad. La verdadera historia –la historia de la lenta y difícil humanización del hombre, es decir, de su autoconstitución en un ser moral y libre– comienza con el primer paso desde esta animalidad hacia la moralidad o, lo que es lo mismo, con la irrupción de la libertad, que saca al hombre de la existencia meramente instintiva propia del estado puro de naturaleza. Pero con la libertad llega no solo el bien, sino también el mal y, según la enumeración de Kant, “la discordia”, “la propiedad del suelo”, “la desigualdad entre los hombres, “el constante peligro de guerra”, “la más abyecta esclavitud” y “los vicios”. Tan desolador es este panorama que Kant, en el mismo ensayo, debe hacer grandes esfuerzos para combatir aquel “descontento con la Providencia” y la desesperanza a que toda esta evidencia puede llevar. Finalmente está, si bien “en un horizonte muy lejano”, el “fin final” de la historia y de la naturaleza humana, el estado de perfección o el Reino de Dios sobre la tierra, pero la descripción de Kant del mismo es un verdadero anticlímax: se trata de la moralidad y la legalidad del hombre que vive de acuerdo con el imperativo categórico y ata definitivamente su animalidad con las cadenas de una conducta moral voluntariamente asumida. Esto está, obviamente, a años luz de los sueños mesiánicos de la mayoría de los partidarios más utópicos de la idea del progreso acerca del advenimiento de una sociedad de total libertad, hermandad y comunidad. Nada hay en Kant que de manera alguna se acerque al delirio de los “espíritus libres” del milenarismo medieval, al “hombre nuevo” del comunismo venidero o al sueño nazi del Tercer Reich como una comunidad superior sobre la base de una “raza superior”.

### Antropología
Kant impartió clases sobre antropología, el estudio de la naturaleza humana, durante veintitrés años y medio. Fue una de las primeras personas de su tiempo en introducir la antropología como un área de estudio intelectual, mucho antes de que el campo ganara popularidad, y se considera que sus textos han avanzado en el campo. Su punto de vista fue influyente en las obras de filósofos posteriores, como Martin Heidegger y Paul Ricoeur. Su obra Antropología en sentido pragmático se publicó en 1798 (este fue el tema de la disertación secundaria de Michel Foucault para su habilitación, Una lectura de Kant).
Kant también fue el primero en sugerir el uso de un enfoque de dimensionalidad para la diversidad humana. Analizó la naturaleza de los cuatro temperamentos de Hipócrates - Galeno y los trazó en dos dimensiones: (1) "activación", o aspecto energético del comportamiento, y (2) "orientación sobre la emocionalidad". Los coléricos fueron descritos como emocionales y enérgicos; los flemáticos como equilibrados y débiles; los sanguíneos como equilibrados y enérgicos, y los melancólicos como emocionales y débiles. Estas dos dimensiones reaparecieron en todos los modelos posteriores de temperamento y rasgos de personalidad (ver Teoría de los cuatro temperamentos).
Kant consideró la antropología en dos categorías amplias: (1) el enfoque fisiológico, al que se refirió como "lo que la naturaleza hace del ser humano"; y (2) el enfoque pragmático, que exploró las cosas que un ser humano "puede y debe hacer de sí mismo".

#### Racismo científico
En 1775, Kant publicó Acerca de las diferentes razas del hombre (Über die verschiedenen Rassen der Menschen), donde propuso causas naturales y deliberadas de variación en vez de leyes mecánicas o por producto de la casualidad. Él distinguió cuatro razas fundamentales: Blancos, Negros, Calmucos e Hindustánicos, y atribuyó la variación a diferencias en el cambiante y clima como el aire o sol. Pero clarificó al decir que la variación tenía un propósito y no era puramente superficial. Kant argumentaba que los humanos eran equipados con las mismas bases o semillas (Keime) y predisposiciones naturales o características (Anlagen) que eran expresadas dependiendo del clima y cumplían con un propósito debido a la circunstancia. Después de haber ocurrido esto, se volvía irreversible. Por lo tanto, la raza no puede transformarse por cambios climáticos. "Cual sea el germen actualizado por las condiciones, los otros gérmenes se volverían inactivos". Kant afirmó: 

Los indios amarillos sí tienen un ligero talento. Los negros se encuentran muy por debajo de ellos y hasta el punto más bajo se encuentra una parte de la gente americana.

Charles W. Mills escribió que Kant ha sido "saneado para el consumo público", sus obras racistas convenientemente ignoradas. Robert Bernasconi afirmó que Kant "proporcionó la primera definición científica de raza". A Emmanuel Chukwudi Eze se le atribuye haber sacado a la luz las contribuciones de Kant al racismo en la década de 1990 entre los filósofos occidentales, que a menudo pasan por alto esta parte de su vida y obra. Escribió sobre las ideas de raza de Kant:

La posición de Kant sobre la importancia del color de la piel no sólo como codificación, sino como prueba de esta codificación de superioridad o inferioridad racional es evidente en un comentario que hizo sobre el tema de la capacidad de razonamiento de una persona “negra”. Cuando evaluó una declaración hecha por un africano, Kant desestimó la declaración con el comentario: "este tipo era bastante negro de la cabeza a los pies, una prueba clara de que lo que dijo fue una estupidez". Por lo tanto, no se puede argumentar que el color de la piel para Kant fuera simplemente una característica física. Es, más bien, evidencia de una cualidad moral inalterable e inmutable.
— Emmanuel Chukwudi Eze, "The Color of Reason: The Idea of ‘Race’ in Kant’s Anthropology", Postcolonial African Philosophy: A Critical Reader (1997)

Si se compara la conducta inhospitalaria de los Estados civilizados de nuestro continente, particularmente de los comerciantes, produce espanto la injusticia que ponen de manifiesto en la visita a países y pueblos extranjeros (para ellos significa lo mismo que conquistarlos). América, los países negros, las islas de las especies, el Cabo, etc., eran para ellos, al descubrirlos, países que no pertenecían a nadie, pues a sus habitantes no los tenían en cuenta para nada. En las Indias orientales (Indostán) introdujeron tropas extranjeras, bajo el pretexto de establecimientos comerciales, y con las tropas introdujeron la opresión de los nativos, la incitación de sus distintos Estados a grandes guerras, hambres, rebelión, perfidia y la letanía de todos los males que afligen al género humano.
— Immanuel Kant, TERCER ARTÍCULO DEFINITIVO PARA LA PAZ PERPETUA «El derecho cosmopolita debe limitarse a las condiciones de la hospitalidad universal», Sobre la paz perpetua (1795)

### Estética

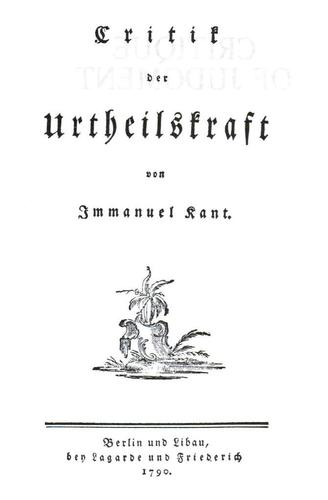
Portada de la primera edición Crítica del juicio (1790).

Kant analiza la naturaleza subjetiva de las cualidades y experiencias estéticas en Observaciones sobre el sentimiento de lo bello y lo sublime (1764). La contribución de Kant a la teoría estética se desarrolla en la Crítica del juicio (1790), donde investiga la posibilidad y el estatus lógico de los "juicios de gusto". En la "Crítica del juicio estético", la primera división importante de la Crítica del juicio, Kant usó el término "estético" de una manera que, según el estudioso W. H. Walsh, difiere de su sentido moderno. En la Crítica de la razón pura, para notar diferencias esenciales entre juicios de gusto, juicios morales y juicios científicos, Kant abandonó el término "estético" como "designación de la crítica del gusto", señalando que los juicios de gusto nunca podrían ser "dirigidos" por "leyes a priori". Después de A. G. Baumgarten, quien escribió Aesthetica (1750-1758), Kant fue uno de los primeros filósofos en desarrollar e integrar la teoría estética en un sistema filosófico unificado y completo, utilizando ideas que jugaron un papel integral en toda su filosofía.

En el capítulo "Analítica de lo bello" de la Crítica del juicio, Kant afirma que la belleza no es una propiedad de una obra de arte o de un fenómeno natural, sino que es la conciencia del placer que acompaña al 'juego libre' de la imaginación y la comprensión. Aunque parezca que estamos usando la razón para decidir qué es bello, el juicio no es un juicio cognitivo, "y, en consecuencia, no es lógico, sino estético" (§ 1). Un juicio puro de gusto es subjetivo, ya que se refiere a la respuesta emocional del sujeto y no se basa más que en la estima por un objeto en sí: es un placer desinteresado, y sentimos que los juicios puros de gusto (es decir, juicios de belleza), reclaman validez universal (§§ 20-22). Es importante señalar que esta validez universal no se deriva de un concepto determinado de belleza, sino del sentido común (§40). Kant también creía que un juicio de gusto comparte características comprometidas con un juicio moral: ambos son desinteresados y los consideramos universales. En el capítulo "Analítica de lo sublime", Kant identifica lo sublime como cualidad estética que, como la belleza, es subjetiva, pero a diferencia de la belleza se refiere a una relación indeterminada entre las facultades de la imaginación y de la razón, y comparte el carácter de los juicios morales en el uso de la razón. El sentimiento de lo sublime, dividido en dos modos distintos (el matemático y el dinámico sublime), describe dos momentos subjetivos que se refieren a la relación de la facultad de la imaginación con la razón. Algunos comentaristas argumentan que la filosofía crítica de Kant contiene un tercer tipo de lo sublime, lo sublime moral, que es la respuesta estética a la ley moral o una representación, y un desarrollo de lo sublime "noble" en la teoría de Kant de 1764. Lo sublime matemático resulta del fracaso de la imaginación para comprender los objetos naturales que parecen ilimitados y sin forma, o que parecen "absolutamente grandiosos" (§§ 23-25). Este fracaso imaginativo se recupera luego a través del placer de la afirmación de la razón del concepto de infinito. En este movimiento, la facultad de la razón se muestra superior a nuestro ser sensible falible (§§ 25-26). En lo sublime dinámico existe la sensación de aniquilación del yo sensible cuando la imaginación trata de comprender un vasto poder. Este poder de la naturaleza nos amenaza pero a través de la resistencia de la razón a una aniquilación tan sensible, el sujeto siente un placer y un sentido de la vocación moral humana. Esta apreciación del sentimiento moral a través de la exposición a lo sublime ayuda a desarrollar el carácter moral. 
La noche es sublime, el día es bello. En la calma de la noche estival, cuando la luz temblorosa de las estrellas atraviesa las sombras pardas y la luna solitaria se halla en el horizonte, las naturalezas que posean un sentimiento de lo sublime serán poco a poco arrastradas a sensaciones de amistad, de desprecio del mundo y de eternidad. El brillante día infunde una activa diligencia y un sentimiento de alegría. Lo sublime, conmueve; lo bello, encanta. La expresión del hombre, dominado por el sentimiento de lo sublime, es seria; a veces fija y asombrada. Lo sublime presenta a su vez diferentes caracteres. A veces le acompaña cierto terror o también melancolía, en algunos casos meramente un asombro tranquilo, y en otros un sentimiento de belleza extendida sobre una disposición general sublime. A lo primero denomino lo sublime terrorífico, a lo segundo lo noble, y a lo último lo magnífico. Una soledad profunda es sublime, pero de naturaleza terrorífica.
Kant desarrolló una distinción entre un objeto de arte como valor material sujeto a las convenciones de la sociedad y la condición trascendental del juicio del gusto como valor "refinado" en su Idea para una historia universal en clave cosmopolita (1784). En la Tesis IV y V de esa obra identificó todo el arte como los "frutos de la insociabilidad" debido al "antagonismo de los hombres en la sociedad" y, en la Tesis VII, afirmó que si bien tal propiedad material es indicativa de un estado civilizado, solo el ideal de moralidad y la universalización del valor refinado a través de la mejora de la mente "pertenece a la cultura". En el comienzo del capítulo IV de Lo bello y lo sublime, Kant usó estos dos conceptos en los pueblos europeos, diciendo que: «Entre los pueblos de nuestra parte del mundo, son, en mi opinión, los italianos y franceses los que más se distinguen de los demás por el sentimiento de lo bello, y los alemanes, ingleses y españoles, los que más sobresalen en el de lo sublime». También Kant afirmó la contemplación estética de la violencia política de camaradas en lucha, como El Terror francés, desde una distancia prudencial.
También Kant desarrolló una teoría del humor (§ 54) que se ha interpretado como una "teoría de la incongruencia". Ilustró su teoría contando tres chistes narrativos en la Crítica del juicio. Kant contó muchos más chistes a lo largo de sus conferencias y escritos.

### Religión

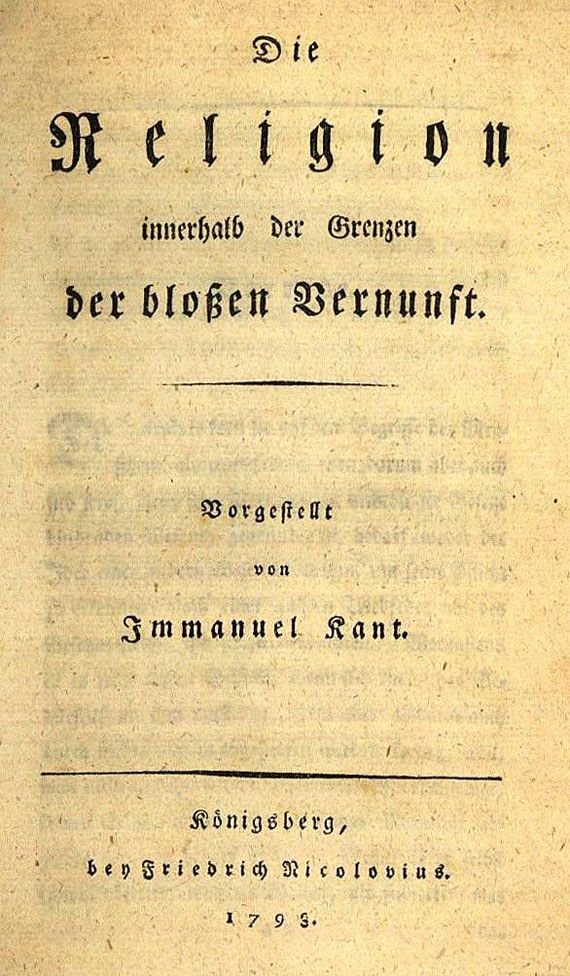
Portada de edición alemana de La religión dentro de los límites de la razón pura (1793).

Kant criticó la religión de su tiempo pero no era ateo, sino que afirmó que no es posible tener un conocimiento científico de Dios pero sí uno que denomina como “fe racional”. Diferenció el deísmo y el teísmo con su distinción entre "teología trascendental" (el “reconocimiento de Dios mediante conceptos de razón pura”) y "teología natural". Los críticos han puesto en evidencia la relación entre la concepción religiosa de Kant y el deísmo mientras que otros autores han demostrado que la religión moral de Kant se mueve desde el deísmo al teísmo. Según K. Jaspers y G. Rohrmoser, la filosofía de la religión de Kant no es sino la respuesta: «¿Qué es lo que puedo esperar?». Stephen Richard Palmquist interpreta que todo el sistema filosófico de Kant tiene una orientación "teocéntrica", que proporciona la base para una religión y teología que apunta a un cristianismo "peculiar y más secularizado". En Kant's Critical Religion, Palmquist rastrea las raíces del panenteísmo a la filosofía de la religión de Kant.
En su etapa precrítica, Kant argumentó a favor de la existencia de Dios con su concepción de Dios, similar a la de Leibniz y Wolff, como ser todo suficiente (allgenugsam), fundamento de lo contingente. En la Nueva Elucidación, el argumento consiste en la afirmación de que "nada puede concebirse como posible a menos que lo que sea real en cada concepto posible exista y, de hecho, exista absolutamente necesariamente".
En su obra El único fundamento posible de una demostración de la existencia de Dios (Der einzig mögliche Beweisgrund zu einer Demonstration des Daseins Gottes). Kant clasificó los argumentos de la existencia de Dios según la estructura argumentativa: ontológico (basado en el concepto a priori de Dios como "el ser más real", ens realissimum, sujeto de todos los predicados), cosmológico (basado en la necesidad de ser causa de todo lo existente) y físico-teleológico (basado en la evidencia de diseño en el orden del mundo).
En su Crítica de la razón pura, Kant afirmó que ningún argumento exitoso a favor de la existencia de Dios surge únicamente de la razón y criticó a cada uno de los argumentos, sosteniendo que no proporcionan una ruta demostrativa segura para una afirmación de Dios. Enfatizó además que la existencia no es un predicado real. "Cien táleros reales", dijo Kant, "no poseen en absoluto mayor contenido que cien táleros posibles". Luego, se ha de salir del concepto si se quiere atribuirle existencia al objeto.
Respecto al problema del mal, Kant escribió en su ensayo Sobre el fracaso de todo ensayo filosófico en la Teodicea (Über das Misslingen aller philosophischen Versuche in der Theodizee) que la razón por la que todas las posibles teodiceas fallan es porque que "la sabiduría moral de Dios es completamente a priori y no puede basarse en absoluto en la experiencia de lo que sucede en el mundo", por lo que no se puede probar como una certeza apodíctica. No obstante, Kant agregó que tampoco hay base para una antiteodicea exitosa y que es posible que exista una teodicea filosófica exitosa. Por lo tanto, la teodicea, al igual que las cuestiones religiosas en general, resulta ser una cuestión de fe.
En ¿Qué es la ilustración?, Kant expresó que "todavía falta mucho para que los hombres, tal como están las cosas, considerados en su conjunto, puedan ser capaces o estén en situación de servirse bien y con seguridad de su propio entendimiento sin la guía de otro en materia de religión".
En su Crítica de la razón práctica, en lugar de probar la existencia de Dios, Kant intentaba demostrar que todo pensamiento moral requiere la suposición de que Dios existe. Kant argumentó que la ley moral requiere justicia, "felicidad proporcional a la virtud" y solo la Dios puede asegurar esto en una vida futura. Aceptó que no está dentro del poder de los humanos lograr el summum bonum, porque no podemos asegurar que la virtud siempre conduzca a la felicidad, por lo que debe haber un poder superior que tenga el poder de crear una vida después de la muerte donde la virtud pueda ser recompensada por felicidad.
En La religión dentro de los límites de la razón pura (Die Religion innerhalb der Grenzen der bloßen Vernunft) Kant realiza una aguda crítica del fenómeno religioso reivindicando su importancia en la moral, reduciendo lo religioso a la razón pura, la religión (esta al cristianismo) a la moral (ver: Argumento moral). También sostuvo que el servicio no-moral a Dios todavía puede cumplir una función útil, siempre que lo interpretemos indirectamente, como un medio. Palmquist argumenta que Kant no intenta reducir la religión a moralidad, sino elevar la moralidad al nivel de la religión: la fe religiosa es necesaria para cumplir necesidad de una razón que limita significativamente la capacidad de los seres humanos para ser buenos a menos que recurran a la ayuda divina. Esta obra fue controvertida y el emperador le ordenó a Kant en abstenerse de tratar temas religiosos.
En su obra póstuma ¿Cuáles son los progresos reales que la metafísica ha realizado en Alemania desde los tiempos de Leibniz y Wolff?, Kant analiza su doctrina teológica en tres dogmas de fe que pueden apoyarse racionalmente: Dios es causa de todo bien en el mundo; la armonía del plan de Dios; y la inmortalidad humana.
Kant distinguía el pensamiento religioso de las tradiciones religiosas modernas, que se preocupaba por la naturaleza de Dios, del pensamiento religioso deformado de las supersticiones primitivas. Ambos enfoques equivalen esencialmente a realizar "magia; en la medida en que ambos intentan controlar lo que sucede" en el mundo "de una manera que se encuentra más allá de los límites de los poderes humanos. No obstante, Kant llamó a la religión primitiva con el término "fetiche", acuñado por Charles de Brosses, que describe la forma en la que los humanos se proyectan asimismo en el mundo de los objetos hechos por el hombre. También comparó el catolicismo con el fetichismo de las religiones primitivas. Sostuvo que la razón teórica debe mantener una "distancia respetuosa" de las afirmaciones acerca de milagros. Varios filósofos han utilizado "argumentos trascendentales" en el que se parte de una conclusión que ya aceptada y se infiere las premisas en que se funda la conclusión para demostrar la existencia de Dios.

## Legado

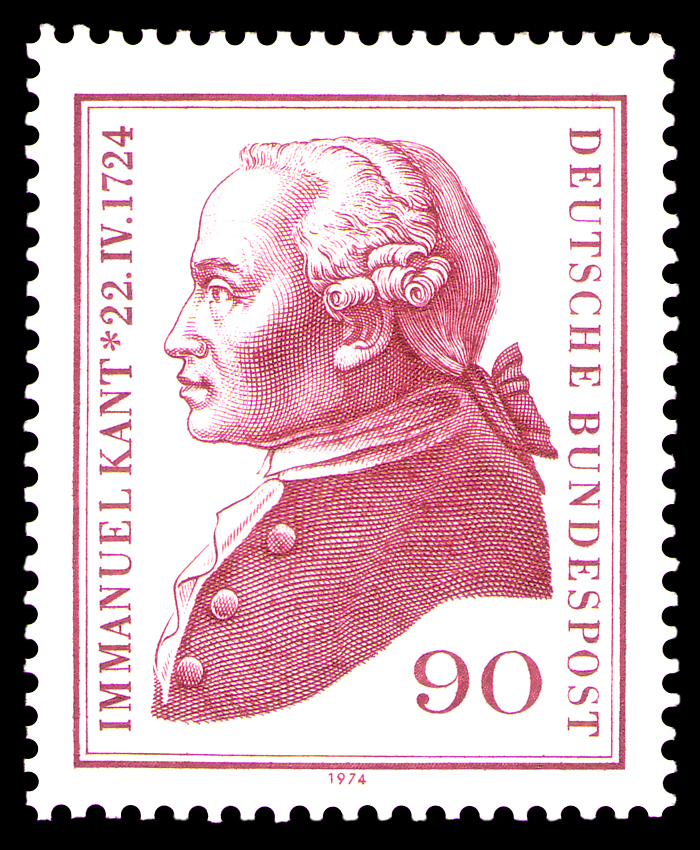
Sello alemán del 250.º aniversario del nacimiento de Immanuel Kant.

Durante su propia vida, se prestó mucha atención crítica a su pensamiento. Kant influyó en Reinhold, Fichte, Schelling, Hegel y Novalis durante las décadas de 1780 y 1790.

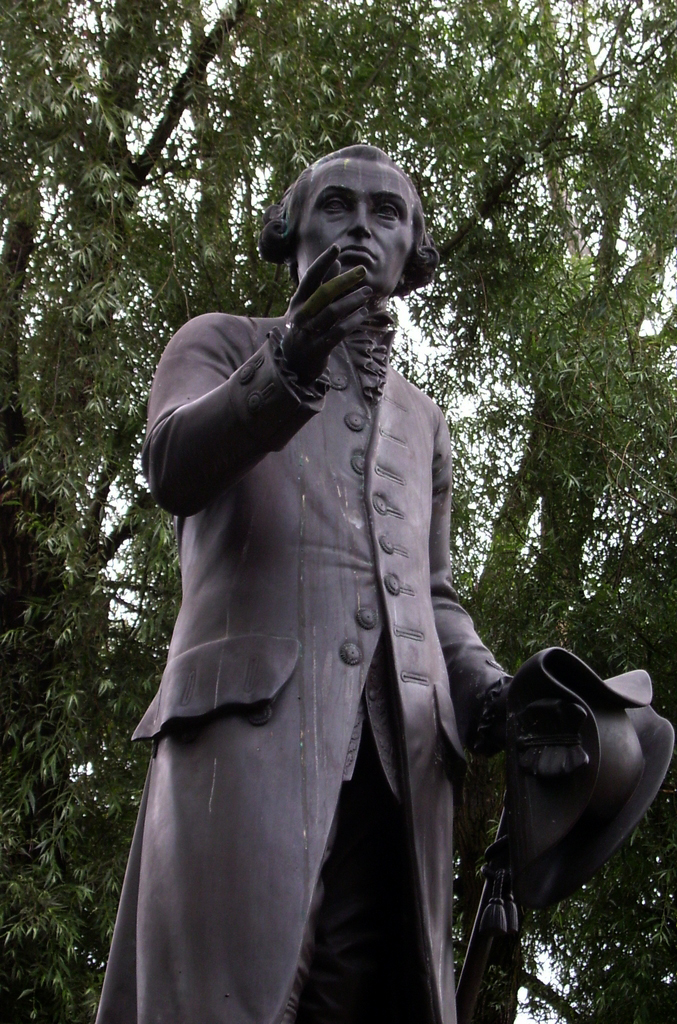
Estatua de Kant en Kaliningrado.

La escuela de pensamiento conocida como idealismo alemán se desarrolló a partir de sus escritos. Los idealistas alemanes Fichte y Schelling, por ejemplo, trataron de llevar nociones tradicionales cargadas "metafísicamente" como "lo Absoluto", "Dios" y "Ser" al alcance del pensamiento crítico de Kant.  Al hacerlo, los idealistas alemanes intentaron revertir la opinión de Kant de que no podemos saber lo que no podemos observar. Arthur Schopenhauer estuvo también fuertemente influenciado por el idealismo trascendental de Kant. Los tratados éticos también influyeron en pensadores contemporáneos como Jürgen Habermas, Karl Popper, John Rawls, Jacques Lacan y Thomas Nagel. La influencia de Kant también se ha extendido a las ciencias sociales como en la sociología de Max Weber, la psicología de Jean Piaget y Carl Gustav Jung, y la lingüística de Noam Chomsky. Michel Foucault también estuvo muy influenciado por la noción de "crítica" kantiana y escribió varios artículos sobre Kant para repensar la Ilustración como una forma de "pensamiento crítico".
Los breves comentarios de Kant sobre las matemáticas (donde las verdades matemáticas eran formas de conocimiento sintético a priori, lo que significa que son necesarias y universales, pero conocidas a través de la intuición) influyeron en la escuela matemática conocida como intuicionismo, un movimiento en la filosofía de las matemáticas opuesto al formalismo de Hilbert, y al logicismo de Frege y Bertrand Russell.

En los últimos años, se ha renovado el interés por la teoría de la mente de Kant desde el punto de vista de la lógica formal y la informática. Especialmente digno de mención es el trabajo del investigador de inteligencia artificial Richard Evans sobre la formalización de la teoría de la cognición de Kant en la subsidiaria de inteligencia artificial de Google, DeepMind.

### Críticas
Lógicos como Gottlob Frege, Kurt Gödel, Willard Van Orman Quine y Saul Kripke rechazaron todas las premisas de la lógica de Kant como fundamentadas en la metafísica. William y Martha Kneale también han señalado que fue Kant «con su trascendentalismo quien inició la curiosa mezcla de metafísica y epistemología que fue presentada como lógica por Hegel y los otros filósofos del siglo XIX».
El pilar fundamental del idealismo trascendental de Kant, es decir, que el espacio y el tiempo son condiciones puras pero subjetivas a priori de la percepción humana, colapsó con el advenimiento de la física cuántica moderna y fue "refutado". Por otro lado, Grete Hermann, sostuvo que la filosofía kantiana se volvió más indispensable y llevada a sus consecuencias más radicales. El trabajo de Kant sobre las matemáticas y el conocimiento sintético a priori también es citado por el físico teórico Albert Einstein como una influencia temprana en su desarrollo intelectual, que luego criticó duramente y rechazó. Einstein dijo una vez explícitamente que "si uno no quiere afirmar que la teoría de la relatividad va en contra de la razón, no puede retener los conceptos y normas a priori del sistema de Kant".
La ética de Kant no está exenta de críticas. Así podemos destacar el aforismo 335 de La gaya ciencia de Nietzsche, en el que, siguiendo la línea del estilo particular del filósofo alemán, se dice lo siguiente: «¿Cómo? ¿Admiras el imperativo categórico en tu interior? ¿El carácter riguroso de tu llamado juicio moral? ¿Este carácter "incondicional" del sentimiento que dice:  "del mismo modo que yo juzgo, tienen que juzgar todos"? ¡Admira allí más bien tu egoísmo! ¡Y la ceguera, insignificancia y la falta de pretensiones de tu egoísmo! Porque es egoísmo, en efecto, sentir el propio juicio como ley universal.» Nietzsche llamó a la filosofía de Kant «la filosofía de las puertas traseras» por haber eliminado a Dios como verdad pero, a su vez, reintroducirlo como postulado.
El hecho de que Kant, de algún modo, "resucite a Dios" en su KPV le valdrá la sátira y la crítica de muchos otros pensadores que le sucederían, tomando (o no) parte de su pensamiento. A este respecto escribe Heinrich Heine: «Kant ha tomado el cielo por asalto ajusticiando a toda la guarnición. (...) La misma divinidad, privada de toda demostración ha sucumbido. Ya no hay misericordia divina, ni bondad paternalista, ni recompensa futura para las privaciones actuales (...) Y el viejo Lampe, afligido espectador de semejante catástrofe, deja caer su paraguas mientras le corren por el rostro gruesas lágrimas y sudor de angustia. Esto logra enternecer a Kant y demuestra que no solamente es un gran filósofo, sino un hombre bueno. Reflexiona y se dice allegando a partes iguales generosidad e ironía: "es preciso que Lampe tenga un Dios, sin lo cual no puede ser feliz el pobre hombre. Así pues, quiero con toda sinceridad que nuestra razón práctica garantice la existencia de Dios"». De modos similares reaccionarán Schopenhauer o Freud, cuyos testimonios (al igual que el de Heine) se recogen y son extraídos de Kant: entre la política y la moral de R. Aramayo (Alianza, Madrid, 2018). Para Gustavo Bueno, Kant era un «ingenuo trascendental» y un «cura laico».
Hegel criticó la ética kantiana por no proveer suficientes detalles concretos en su teoría moral para afectar la toma de decisiones y por negar la naturaleza humana. Schopenhauer argumentó que la ética debería intentar describir cómo se comportan las personas y criticó a Kant por ser normativo. John Stuart Mill argumentó que las leyes morales kantianas están justificadas en principios utilitaristas. Michel Onfray sostiene que la filosofía kantiana no permite en ningún caso la desobediencia al deber, demostrando así que el sistema ético de Kant es compatible con la obediencia ciega de un genocida.

## Obras

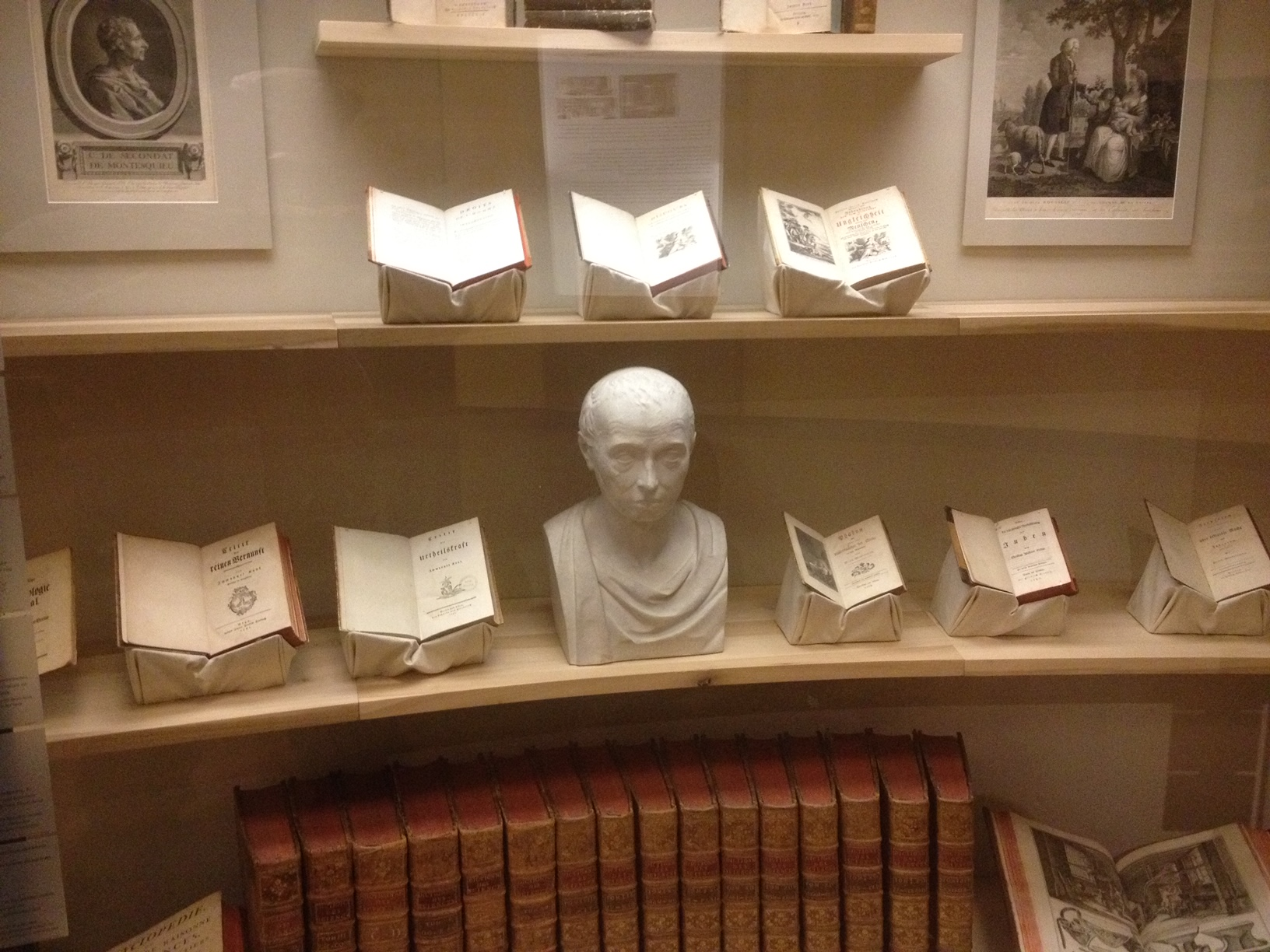
Copia de un busto de Kant por Carl Friedrich Hagemann junto a sus obras y dos retratos de Rousseau y Diderot en el Museo Histórico Alemán.

### Del periodo precrítico
- Pensamientos sobre la verdadera estimación de las fuerzas vivas (Gedanken von der wahren Schätzung der lebendigen Kräfte) (1747).
- Historia general de la naturaleza y teoría del cielo (Allgemeine Naturgeschichte und Theorie des Himmels) (1755). En español: trad. de J.E. Llunqt; Juárez Editor. Buenos Aires, 1969 (sin ISBN).
- Nueva dilucidación de los primeros principios del conocimiento metafísico (Principiorum primorum cognitionis metaphysicae nova dilucidatio) (1755). En Disertaciones latinas de Kant. Traducción de Juan David García Bacca. Universidad Central de Venezuela, Caracas, 1974.
- Historia y descripción de la naturaleza de los sucesos más notables del seísmo que ha sacudido a una gran parte de la Tierra a finales del año 1755 (Geschichte und Naturbeschreibung der merkwürdigsten Vorfälle des Erdbebens, welches an dem Ende des 1755sten Jahres einen grossen Theil der Erde erschüttert hat) (1756).
- Nuevo concepto del movimiento y el reposo (Neuer Lehrbegriff der Bewegung und Ruhe und der damit verknüpften Volgerungen in den ersten Grunden der Naturwissenschaft) (1758).
- La falsa sutileza de las cuatro figuras del silogismo (Die falsche Spitzfindigkeit der vier syllogistischen Figuren erwiesen) (1762).
- Ensayo para introducir el concepto de magnitudes negativas en la filosofía (Versuch, den Begriff der negativen Größen in der Weltweisheit einzuführen) (1763).
- El único fundamento posible de una demostración de la existencia de Dios (Der einzig mögliche Beweisgrund zu einer Demonstration des Daseins Gottes) (1763). En español: trad. de J.M. Quintanas; Barcelona, PPU, 1989 (ISBN 84-7665-474-X).
- Observaciones sobre el sentimiento de lo bello y lo sublime (Beobachtungen über das Gefühl des Schönen und Erhabenen) (1764). Trad.: Alianza Editorial, Madrid, 2008. (ISBN 978-84-206-6196-4)
- Sobre la nitidez de los principios de la teología natural y de la moral (Untersuchung über die Deutlichkeit der Grundsätze der natürlichen Theologie und Moral) (1764).
- Los sueños de un visionario explicados por los sueños de la metafísica (Träume eines Geistersehers erläutert durch Träume der Metaphysik) (1766). Traducción: Alianza, Madrid, 1987. (ISBN 84-206-0271-X)
- Sobre el fundamento primero de la diferencia entre las regiones del espacio (Von dem ersten Grunde des Unterschiedes der Gegenden im Raume) (1766).
- Disertación inaugural (De mundi sensibilis atque intelligibilis forma et principiis) (1770). CSIC, Madrid, 1961.
- Aufsätze, das Philantropin betreffend (1776–1777), en Pedagogía, Akal, Madrid, 1983.

### Del periodo crítico
- Crítica de la razón pura (Kritik der reinen Vernunft). (1781, 2.ª edic. 1787).
- Prolegómenos a toda metafísica futura que pueda presentarse como ciencia, (Prolegomena zu einer jeden künftigen Metaphysik, die als Wissenschaft wird auftreten können) (1783).
- Respuesta a la pregunta: ¿qué es ilustración? (Beantwortung der Frage: Was ist Aufklärung?) (1784).
- Idea para una historia universal en sentido cosmopolita (Idee zu einer allgemeinen Geschichte in weltbürgerlicher Absicht) (1784).
- Fundamentación de la metafísica de las costumbres, (Grundlegung zur Metaphysik der Sitten) (1785). Trad. de Manuel García Morente: Madrid, Espasa-Calpe, 1994 (ISBN 84-239-1940-4). Trad. de Manuel Sánchez Rodríguez: Akal, 2024 (ISBN 978-84-460-5543-3).
- Recensiones de las «Ideas para una filosofía de la historia de la humanidad» de Herder (Recensionen von J. G. Herders «Ideen zur Philosophie der Geschichte der Menschheit») (1785).
- Principios metafísicos de la ciencia de la naturaleza (Metaphysische Anfangsgründe der Naturwissenschaft) (1786). Trad. de C. Másmela, Alianza. Madrid, 1989 (ISBN 84-206-0394-5).
- Probable inicio de la historia humana (Muthmaßlicher Anfang der Menschengeschichte) (1786).
- ¿Qué significa orientarse en el pensamiento? (Was heisst: sich im Denken orientieren?) (1786). Trad. de C. Correas, Buenos Aires, Leviatán, 1982 (ISBN 950-01-6349-7).
- Segunda edición de la Crítica de la razón pura (1787), con numerosas modificaciones.
- Sobre el uso de los principios teleológicos en la filosofía (Über den Gebrauch teleologischer Principien in der Philosophie) (1788).
- Crítica de la razón práctica (Kritik der praktischen Vernunft) (1788). Trad. de E. Miñana y Manuel García Morente, Madrid, Espasa-Calpe, 1981 (2.ª edic.) (ISBN 84-239-1589-1). Trad. de Roberto R. Aramayo, Madrid, Alianza, 2000 (ISBN 84-206-3543-X).
- Crítica del juicio (Kritik der Urteilskraft) (1790). Trad. de Manuel García Morente, Madrid, Espasa-Calpe, 1999 (8.ª edic.) (ISBN 84-239-1967-6).
- Primera introducción a la Crítica del juicio (Erste Einleitung in der Kritik der Urteilskraft) (escrito póstumo, redactado en 1790). Traducciones: Univ. de Buenos Aires, 1948; Buenos Aires, Juárez, 1969; Madrid, Balsa de la Medusa–Visor Distr., 1987.
- Sobre un descubrimiento según el cual toda nueva crítica de la razón pura resulta superflua frente a otra anterior (también conocida como Nueva crítica o Respuesta a Eberhard) (Über eine Entdeckung nach der alle neue Kritik der reinen Vernunft durch eine ältere entbehrlich gemacht werden soll) (1790). Trad.: Buenos Aires, Aguilar, 1968, 1973 (5.ª ed.).
- Sobre el fracaso de todos los ensayos filosóficos de Teodicea (Über das Misslingen aller philosophischen Versuche in der Theodizee) (1791).
- ¿Cuáles son los progresos reales que la metafísica ha realizado en Alemania desde los tiempos de Leibniz y Wolff? (Welche sind die wirklichen Fortschritte, die Metaphysik seit Leibnizens und Wolffs Zeiten in Deutschland gemacht hat?) (texto póstumo fragmentario, escrito hacia 1791–1795; publicado por Rink en 1804). Trad. esp. con el título Los progresos de la metafísica desde Leibniz y Wolff, Madrid, Tecnos, 1987 (edic. de F. Duque) (ISBN 83-309-1403-X).
- La religión dentro de los límites de la mera razón (Die Religion innerhalb der Grenzen der blossen Vernunft) (1793). Trad. de F. Martínez Marzoa, Madrid, Alianza, 1986 (ISBN 84-206-1163-8).
- Sobre el dicho: Esto puede ser correcto en la teoría, pero no vale para la práctica (Über den Gemeinspruch: Das mag in der Theorie richtig sein, taugt aber nicht für die Praxis) (1793).
- El fin de todas las cosas (Das Ende aller Dinge) (1794).
- La paz perpetua (Zum ewigen Frieden, ein philosophischer Entwurf) (1795).
- Metafísica de las costumbres (Metaphysik der Sitten) (1797). Trad. esp. La metafísica de las costumbres. Madrid, Tecnos, 1989, 1994 {ISBN 84-309-1686-5}. Traducción parcial (de la Rechtslehre solamente): Principios metafísicos de la doctrina del derecho. México, Universidad Nacional Autónoma de México, Colección Nuestros Clásicos. 1977.
- Revisión de la pregunta: si el género humano progresa continuamente hacia lo mejor (Erneuerte Frage: Ob das menschliche Geschlecht im beständigen Fortschreiten zum Besseren sei) (1797).
- Sobre un presunto derecho de mentir por filantropía (Über ein vermeintes Recht aus Menschenliebe zu lügen) (1797).
- El conflicto de las facultades (Der Streit der Fakultäten), (1798). Trad. esp. de R. R. Aramayo (como La contienda entre las facultades de filosofía y teología): Madrid, Trotta, 1999 (ISBN 84-8164-323-8).
- El poder de las facultades afectivas (1798).
- Antropología en sentido pragmático (Anthropologie in pragmatischer Hinsicht) (1798). Trad. de José Gaos. Revista de Occidente, Madrid, 1935; reed.: Madrid, Alianza, 1991 (ISBN 84-206-0526-3).
- Lógica (Logik. Ein Handbuch zu Vorlesungen) (1800, publicada por Jäsche). Trad.: Madrid, Akal, 2000 (ISBN 84-460-1112-3).
- Geografía física (Immanuel Kants physische Geographie. Auf Verlangen des Verfassers aus seiner Handschrift herausgegeben und zum Theil bearbeitet von D. Friedrich Theodor Rink) (1802).
- Pedagogía (Pädagogik. Herausgegeben von D. Friedrich Theodor Rink) (1803). Trad. de L. Luzuriaga y J.L. Pascual, Madrid, Akal, 1983.
- Transición desde los primeros fundamentos metafísicos de la ciencia natural a la Física (Vom Übergange von den metaphysischen Anfangsgründen der Naturwissenschaft zur Physik) (1888, edición de Krause). Obra fragmentaria inconclusa que forma parte del Opus postumum.
- Opus postumum (colección de obras inconclusas) (1920). Trad.: Barcelona, Anthropos, 1991, edic. de F. Duque (ISBN 84-7658-269-2).
- Antropología Práctica (manuscrito inédito de 1785). Editorial Tecnos, Madrid, 1990.
- Lecciones de Antropología. Fragmentos de estética y antropología 1772-1789. Edición crítica y traducción de Manuel Sánchez Rodríguez. Granada: Comares, 2015. Una amplia selección de fragmentos a partir de las Lecciones y Reflexiones de Kant, especialmente las de antropología.

### Colecciones y otras ediciones
- Filosofía de la Historia (compilación de varios escritos kantianos). Fondo de cultura Económica, México, 1941. 14.ª reimpresión en 2012. Incluye: Qué es Ilustración, Idea de una historia en sentido cosmopolita, Comienzo presunto de la Historia, El fin de todas las cosas, Si el género humano se halla en progreso constante.
- Ideas para una historia universal en clave cosmopolita y otros escritos sobre Filosofía de la Historia. Madrid, Tecnos, 1987 (ISBN 84-309-1415-3). Incluye Ideas para una Historia universal en clave cosmopolita (sic, el título original es en singular), Recensiones sobre la obra de Herder «Ideas para una filosofía de la historia de la humanidad», Probable inicio de la Historia humana, Replanteamiento sobre la cuestión de si el género humano se halla en continuo progreso hacia lo mejor.
- Opúsculos de filosofía natural. Madrid, Alianza, 1992; edic. de Atilano Domínguez (ISBN 84-206-0584-0). Incluye: Breve bosquejo de unas meditaciones sobre el fuego (1755), Uso de la metafísica unida con la geometría en la filosofía natural, cuyo primer bosquejo contiene la monadología física (1756), Nueva doctrina del movimiento y del reposo y de las consecuencias con ello ligadas en los primeros principios de la ciencia de la naturaleza (1758), Ensayo para introducir las magnitudes negativas en la filosofía (1763), Sobre el primer fundamento de la distinción de las regiones dentro del espacio (1768).
- Obra selecta. Madrid, Editorial Gredos, Biblioteca de Grandes Pensadores:

1. Volumen I. Incluye: Crítica de la razón pura, Prolegómenos a toda metafísica futura y Relato de la vida y el carácter de Immanuel Kant, por Ludwig Ernst Borowski. {2010, ISBN 978-84-249-0427-2}
2. Volumen II. Incluye: Contestación a la pregunta: ¿qué es la Ilustración?, Idea para una historia universal en clave cosmopolita, Fundamentación para una metafísica de las costumbres, Probable inicio de la historia humana, Crítica de la razón práctica, Crítica del juicio, En torno al tópico: «eso vale para la teoría pero no sirve de nada en la práctica», Sobre un presunto derecho de mentir por filantropía, El fin de todas las cosas, Hacia la paz perpetua y El conflicto de las facultades. {2010, ISBN 978-84-249-0880-5}

## Eponimia
- El cráter lunar Kant lleva este nombre en su memoria.
- El asteroide (7083) Kant también conmemora su nombre.